# 세이부 철도

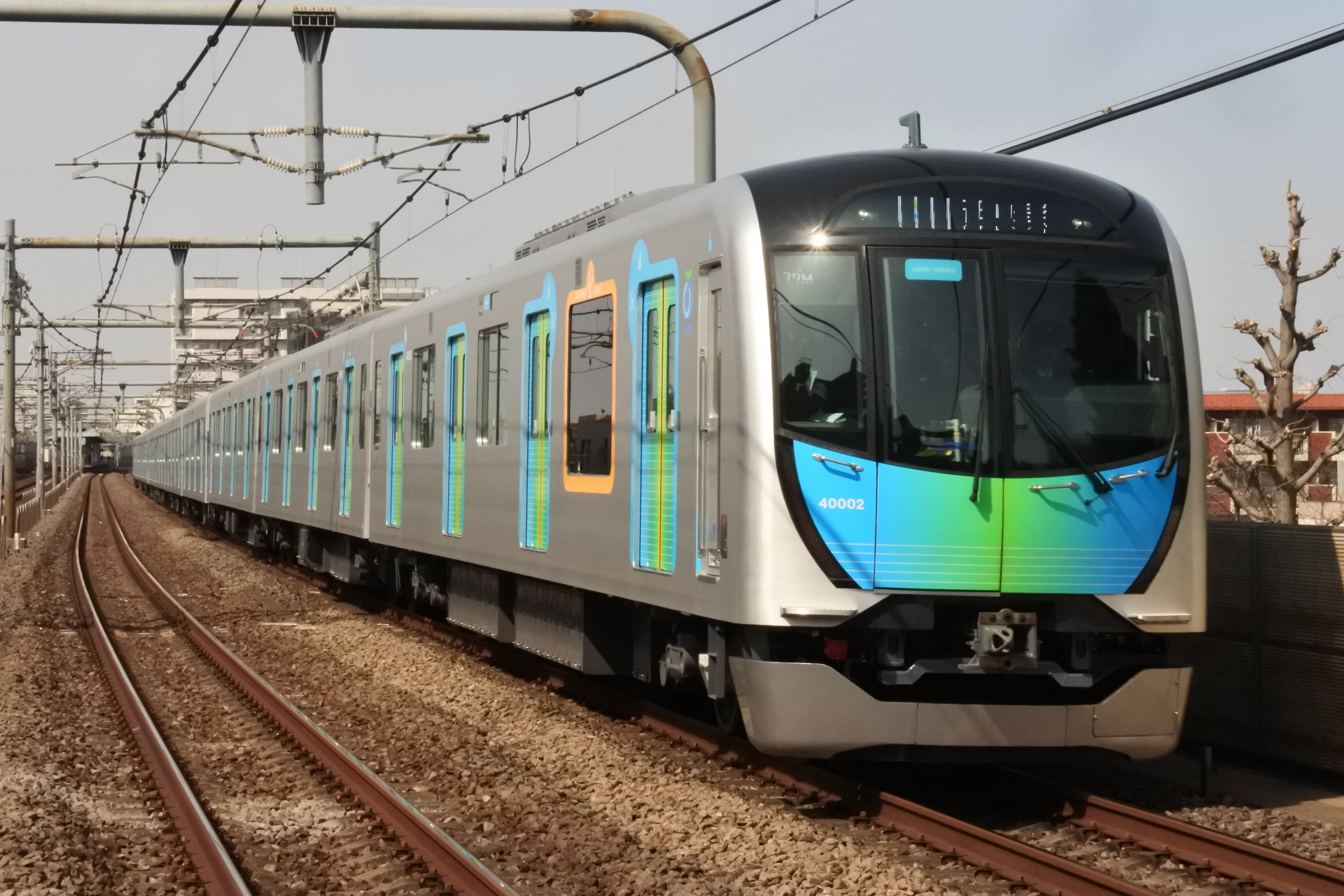
이케부쿠로 선과 요코하마 고속철도 미나토미라이 21선(S-TRAIN)에서 운용되는 세이부 40000계 (2017년 3월 26일)

세이부 철도 주식회사(일본어: 西武鉄道株式会社, SEIBU Railway Co.,LTD)는 사이타마 현 도코로자와 시에 본사를 두고 있는 일본의 사설철도회사이다. 도쿄도북부에서 사이타마 현 남서부까지 철도, 연선, 부동산사업 등을 운영하는 세이부 그룹의 주요기업이며, 오테 사철(大手私鉄)이라고 불리는 대규모 철도 회사 중 하나이다. 일반적으로 세이부, 또는 세이부 선으로 불린다.

## 특색
세이부 철도는 도쿄 급행 전철처럼 기업의 다각화가 다른 회사보다 빨리 이루어졌으며, 회사 소유의 부동산이 큰 이익을 올리고 있다. 다른 회사에 비해 토지의 매수가 빨라서, 세이부 철도의 연선 뿐만 아니라 게이힌 급행 전철의 연선, 지바현의 우치보 선 및 소토보 선이나 이즈 하코네 지방에까지 영향을 미치고 있다. 시치리가하마(七里ヶ浜) 해안을 사유지로 보유하고 있어서 해안을 소유한 몇 안되는 철도 회사이다. 20세기에는 하코네의 부동산 개발을 두고 오타큐 그룹(당시에는 도쿄 급행 전철 계열)과 "하코네 산 전쟁(箱根山戦争)"이라 불리는 세력권 싸움이 전개되었지만, 2003년부터 오다큐 전철과 관광지 및 철도 연선 사업 제휴, 혹은 상품의 공동 개발을 하고 있다. 수입은 철도 사업보다는 부동산 쪽에 비중이 크지만, 2006년의 그룹 재편으로 인하여, 일본내의 리조트와 관련된 부동산은 형제 회사의 프린스 호텔이나 세이부 프로파티즈(구 세이부 부동산 판매)에 단계적으로 양도되고 있다.
또한 오테 사철 중에서는 유일하게 백화점등 유통업을 회사 소속에 두고 있지 않다. 이것은, 창업자인 쓰쓰미 야스지로 사후의 후계 싸움으로 인하여, 세이부철도 그룹(현 세이부 그룹)과 세이부 유통 그룹(세존 그룹, 2000년대에 실질적으로 해체)으로 분열되었기 때문이다. 다만, 2003년의 밀레니엄 리테이링의 와다 시게루 아키라 사장(당시)이 쓰쓰미 요시아키 회장(당시)에게 제3사 할당 증자를 타진하여, 세이부 철도가 출자를 맡았다. 2006년의 세이부 홀딩스 설립에 수반하는 고쿠도(コクド)의 제삼자 할당 증자시에는 밀레니엄이 10억엔 출자를 맡아 세븐&아이·홀딩스가 밀레니엄 주식을 현금으로 수매할 때까지는 주식의 균형 상태였다. 세이부 백화점의 작은 점포로 등장한 세이유가 세이부 연선에 많은 것은, 그룹이 분열되기 전의 발전 과정에서 점포와 토지 임대가 현재까지 계속하고 있기 때문이다. 그러나, 세이유와의 연결은 아직도 깊으며 세이부 철도가 개발하는 뉴타운이나 역 개량 공사 후에 세이유의 새로운 점포가 개업하는 경우가 많다. 또한, 세이유의 소매 사업으로서 발족한 패밀리 마트는 역 구내 편의점인 TOMONY의 전개로 제휴하고 있다.
다른 회사와의 협력뿐 아니라 그룹의 계열사를 투입시키는 경우도 있는데, 세이부 철도 그룹의 계열사인 세이부 프로파티즈(구 세이부 상사)를 비롯하여 PePe 등의 역 구내 시설이나 BIG BOX나 아울렛 몰등 대형 상업 시설을 운영하고 있다. 또한, “세이부 관광”이라는 여행사도 운영하고 있으며, 세이부 철도 구간의 역 구내에 창구가 개설되어 있다.
최근에는 도쿄 이주자가 증가 추세에 있다. 2009년 기준으로 세이부 철도의 이용객의 증가율은 게이오 전철과 비교할 때 3% 적다. 다른 회사에서는 이용객의 증가에 대응하여 선로의 복복선 공사가 활발하지만(특히 오다큐 전철), 고령사회가 진행되면 될 수록 승객의 감소가 될 것이 예상되기 때문에, 세이부 철도는 복복선 공사에 대해서는 제동을 걸고 있다.
고객의 의견을 잘 받아들이는 편이라서 1996년부터 1999년까지 행해진 다나시 역의 개축 이후에 역의 장애인 시설 증축이나 재건축 공사, 대합실 개 설 등이 활발하게 진행되고 있고 이로 인하여 승객들의 불만이 조금씩 해소되고 있다고 한다.
2007년부터는 패밀리 마트와 협력한 매점 「TOMONY」나 역 구내 상업 시설인 「Emio(에미오)」가 개업하고 있으며, 역의 개축에 맞추어 차례차례 전개해 나갈 전망이다.

## 역사
세이부 철도는 지금의 이케부쿠로 선 계통의 노선을 개통시켰던 무사시노 철도(武蔵野鉄道)와 신주쿠 선 계통의 노선을 개통 시켰던 (구) 세이부 철도(西武鉄道 (旧))가 합병된 회사이다.

### 무사시노 철도
무사시노 철도(武蔵野鉄道)는 1911년 10월 18일에 철도 면허를 취득하여, 1912년 5월 7일에 설립되었다. 처음에는 스가모역을 기점으로 계획을 잡았으나 도쿄 부가 이케부쿠로역을 기점으로 하라고 지시하였기 때문에 1913년 4월에 계획을 변경하여, 1915년 4월 15일에 지금의 이케부쿠로 선의 구간인 이케부쿠로 - 한노 구간을 개통하여 영업을 시작하였다. 1922년에는 이케부쿠로 - 도코로자와 구간에, 1925년에는 한노까지 전철화를 시켰으며, 1929년 9월 10일에는 노선을 아가노까지 연장했다. 또한 도시마 선은 1927년에, 사야마 선은 1929년에 개통했다.
한편, 1924년 하코네 토지(箱根土地. 후에 고쿠도로 개칭되었으며, 지금의 프린스 호텔이다.)가 무사시노 철도의 연선인 기타토시마 군 오이즈미 무라d[ 오이즈미가쿠엔 도시의 분양을 실시했다. 무사시노 철도에 히가시오이즈미역(지금의 오이즈미가쿠엔 역)을 건설할 것을 제시한다. 다음해인 1925년에는 무사시노 철도의 주식을 취득한다. 또한, 하코네 토지는 1928년 무라야마 저수지(다마 호)와 고다이라 지구 일대를 개발하기 위해, 다마코 철도(多摩湖鉄道)를 설립한다. 4월 6일에 고쿠분지 - 하기야마 구간을 개통시켰으며, 1936년 12월 30일에 무라야마 저수지까지 연장하여 전구간을 개통한다.
1943년에 하코네 토지의 사장인 쓰쓰미 야스지로(ja:堤康次郎)가 경영 위기에 있었던 무사시노 철도의 주식을 사고 모아서 재건에 나섰다. 1934년 8월 28일에 무사시노 철도는 철도 저당법에 따라 강제 집행이 실시되고, 운임 수입이 강제 관리인에게 넘어갔다(1937년까지 계속되었다.). 1935년에는 전기 요금 11만엔 연체를 이유로 도쿄 전등(ja:東京電燈)에서 송전이 제한받게 되어서 사업은 더욱 곤경에 처하게 되었지만, 1936년에 무사시노 철도와 채권자 사이에 화의가 이루어진다. 1938년에 대량 채권자인 도부 철도의 초대 사장 네즈카 이치로(根津嘉一郎)가 채무 감면을 시켜줌에 따라 경영 재건의 길을 텄다.
1940년 3월 12일에 무서시노 철도는 같은 계열인 다마코 철도를 흡수 합병하였다. 10월에 쓰쓰미는 네즈(根津)와 아사노 재벌(浅野財閥, 원래의 모기업)의 주식을 획득하고, 과반수를 확보하여 사장으로 취임했다.

### (구) 세이부 철도
(구) 세이부 철도는 가와고에 철도(川越鉄道)라는 이름으로 출발했다. 가와고에 철도는 1892년 8월 5일에 설립되어, 1894년 12월 21일에 지금의 고쿠분지 선 구간인 고쿠분지 - (옛) 구메가와(지금의 히가시무라야마 역)구간을 개통시켰다. 또한 1895년 3월 21일에는 지금의 신주쿠 선 일부 구간인 (옛) 구메가와 - 가와고에(지금의 혼카와고에 역) 구간을 개통시켰다. 이후 1920년 6월 1일에 무사시노 수전(武蔵水電)에 흡수되었다. 무사시노 수전의 전신은 1906년 4월 16일에 가와고에쿠보마치 - 오미야 구간을 개통시킨 가와고에 전기철도(川越電気鉄道)이다. 합병 후에 가와고에쿠보마치 - 오미야 구간 노선은 가와고에히가시 선(川越東線)으로 되었다.
1921년 10월에 무사시노 수전은 요도바시초쓰노바즈 - 오기쿠보무라 구간을 개통시킨 세이부 궤도를 흡수합병했다. ‘’‘세이부’‘’라는 이름은 이 회사에서 유래되어 지금의 세이부 철도가 2007년 3월까지 세이부의 세이(西) 글자를 회사 도안에 사용했다. 다음해인 1922년 6월 1일에 무사시노 수전은 제국 전등(帝国電灯)에 흡수합병되었으나 제국 전등은 철도 부분을 무사시노 철도로 독립시켰다. 이 회사는 같은 해 8월 15일에 (구) 세이부 철도라는 이름으로 회사이름을 변경했다. 또한 가와구에구보마치 - 오미야 구간은 오미야 선으로 명명했다.
1925년에는 아히나 선(미나미오쓰카 구간)을 개통시켰으며, 1927년 4월 16일에 히가시무라야마 - 다카다노바바 구간을 복선 개통시켰다. 8월 30일에는 지금의 히가시무라야마 - 가와고에 구간을 전철화시켰으며, 다카다노바바 - 가와고에 구간의 직결 운행을 실시하였다.
1935년 12월 27일에 세이부 궤도 선(요도바시초쓰노바즈 - 오기쿠보무라 구간)을 도쿄승합자동차(東京乗合自動車)에 조달했다.
1941년에는 가와고에 선이 1940년에 개통함에 따라 운행이 중단된 오미야 선을 2월 25일에 폐선처리했다.
1944년 6월에는 전시체제속의 식량 부족에 대응하기 위해 연선의 경지를 이용한 대규모 식량 공급을 목적으로 식료품 증산 주식 회사를 설립했다.
또한, 1944년에는, 도쿄도에서 조달하여 분뇨 수송을 시작하였다. 당시 도쿄의 분뇨 처리는 트럭으로 해안깢 운송하여 배편으로 도쿄 만에 버리는 방식으로 취했지만, 일손부족과 가솔린 통제로 인하여 처리하기가 어렵게 되었다. 거기서 도쿄 도의 장관(長官) 인 오다치 시게오의 요청으로 무사시노 철도와 (구) 세이부 철도가 식량 증산의 3개 회사가 다함께 전용 화차와 화물 유치장 및 저장 시설을 만들었으며, 분뇨 처리 시설도 이와 같은 경우로 만들었다. 같은 해 9월 10일 밤부터 보통 화차에 의한 분뇨 수송을 위한 시험 운행을 시작하였으며, 11월 21일에는 전용 화차를 이용한 정식 운전에 들어갔다. 이 분뇨 수송 열차는 오물 전철(汚穢電車), 황금 전철(黄金電車), 혹은 황금 열차(黄金列車)로 불렸다.
이 당시 운송력은 그렇게 높지 않았고, 적입소는 2군데, 저장고는 7군데밖에 없었다. 사장인 쓰쓰미 야스지로는 수송 규모를 한층 더 확대시켜, 하루에 약 38000석의 분뇨를 처리할 수 있도록 계획을 세웠다. 전용 화차를 더 제작하여 수송 능력을 하루에 20,000석으로 올리는 것과 동시에, 무사시노 철도 및 (구) 세이부 철도 연선의 수십 군데에 분뇨 저장고를 두어, 약 271,000석의 분뇨를 모아 둘 수 있게 하였다. 그리고 수송은 주로 심야에 실시하였으며, 수송이 끝나면 화차 위에 특설대를 설치하여 도쿄 사람들이 먹을 수 있는 야채를 운반할 수 있도록 하는 것이었다.
그러나 위생문제 들 여러 문제가 생겨서, 분뇨 수송은 점차 그 수송량을 줄여 나갔다. 서류상에는 1953년 3월 30일까지로 계약이 되어 있었지만, 실제로는 1951년에 수송이 중단한 이후 재개되지 않은 채 방치되어, 수송 확대 구상은 실행되지 않은 채 끝났다.
또한 이런 분뇨 수송을 하고 있는 무사시노 철도와 (구) 세이부 철도, 그리고 식량 증산의 3개의 회사가 합병되어, 그 회사명을 “세이부 농업 철도(西武農業鉄道)”으로 명명한 것은 이러한 일에서 유래가 되었다.

### 합병에서 현재까지
2차 세계대전 후, 세이부 철도의 부흥은 다른 회사에 비해 눈부신 것이라고 할 수 있다. 다른 대기업이 국철 모하 63형의 할당에 의해 체제를 정비를 꾀하려는 반면에, 세이부 철도에서는 전쟁 때 타버렸거나 사고가 난 국철의 차량들, 노후화되어 폐차시킨 목제차량을 대량으로 양도하여 회사(당시는 부흥 후에 세이부 건설에서 경영)의 도코로자와 차량공장에서 개조 및 수리하거나 목조 차체의 강화를 실시하였다. 이로 인하여, 새로운 모하 63형의 할당을 담보로 기존 차량을 지방 사철에 공출해야 할 의무로부터 해방되어 수송력 증강을 완수했던 것이다. 개조된 국철 차량만 운행하는데서 승객들에게는 “제2의 국철”이라고까지 불리고 있었다. 차량수가 서서히 증가하면 차체를 새롭게 제작하였지만, 차체를 지탱하는 부분이나 기계류는 국철로부터 양도한 것이었다.
그러나, 1954년에 중국식이나 옛날 차체에 대한 새로운 제작이 시작되었다. 이 때, 등장한 351계(등장 당시 501계)는 지금부터 장기간에 걸치는 세이부 철도 소속 전동차의 기본 디자인인 “쇼난 디자인(湘南デザイン)”을 확립했다. 이 때의 세이부 철도 구간을 운행하는 전철을 말한다면, 잡다한 형태의 전동차를 연결하여 무사시노다이지(武蔵野台地)를 다니는 것으로 묘사되었다. 2차대전 후의 세이부 철도의 방침은 “질보다는 양”으로, 이는 차량의 고속화를 우선으로 내세워서 1950년대 중반에 등장한 소위 고성능차의 도입은 하지 않고, 다른 계열과의 병결을 고려하여 성능의 단일화를 추진하는 것부터 일관하여 이전의 “매달리고 걸치는 구동방식(吊り掛け駆動方式)"을 계속 하고 있던 다른 회사와는 다른 방식이었다. 그 후 등장한 세이부 철도 첫 고성능차라고 말할 수 있는 카르단 구동 방식의 601계, 701계 전철로도, 이전의 구동 방식을 지닌 차량과의 병결을 전제로, 기능적으로는 동력 전달 방식을 높인 대체품일 뿐이었으며, 이전의 방식을 지닌 차량과 병결 하는 것으로 인하여 카르단 구동 방식 본래의 성능은 발휘 되어 있지 않았다. 전동차의 차체를 지탱하는 부분은 새롭게 제작되었지만, 부수차의 차체를 지탱하는 부분은 이전의 균형대들보식을 지닌 TR11계의 개조품으로 국철로부터 양도된 것이었다. 이전 차량과 같이 쓰는 것을 고려하지 않고, 전기 제동이 가능하게 한 진정한 의미로의 고성능차가 도입된 것은, 세이부 지치부 선이 개통을 앞둔 때였다.
1963년 11월 1일부터는, 일본 사철로는 처음으로 10량 편성을 운행하여 단위 수송력을 확보했다 당시 승차율이 최대 200%를 가볍게 넘고 있었기 때문에, “질보다는 양”을 내세운 세이부 철도 방침이 실현되었다고 할 수 있다.
1969년에는 다른 회사보다 한 발 앞서, 회사의 이미지의 확립에 나서게 된다. 이에 지금까지도 사람들에게 각인되고 있는 세이부 철도의 이미지인 노란 전동차의 그 첫 번째가 되는 101계 가 등장한다. 그 후 101계로 냉방 장치가 가동되는 차량이 등장하였으며, 이듬해에는 집중식 냉방 채택이 결정된 것을 계기로 기존 차량의 고성능화 및 냉방화가 급히 시행되게 되었다. 1985년 3월말에 전동차 보유수는 912량으로, 이 중 97%가 고성능차였으며, 냉방화율도 91%로 관동 지방 오테 사철 중 1위를 기록하여, 20년전에 내세운 방침인 “질보다는 양”과 비교하면 완전히 바뀐 것을 알 수 있다. 2차 대전 후 부흥 때의 경영전략이 매우 독특하고 다른 철도 회사와 다른 것부터, 지금의 연선 이미지, 회사 이미지 모두 다른 관동권 사철과 비교하면 약간 다르게 보여지고 있는 것이 많다.
1986년에 세이부 철도는 본사를 도쿄도 도시마구에서 사이타마현 도코로자와시로 이전했다. 동시에 세이부 그룹 본사도 이전했다. 도쿄 권에 노선을 가지고 있는 철도 사업자는 지금도 도쿄에 본사를 두는 경우가 많지만, 회사의 중심 기능을 도쿄의 중심지에서 외곽으로 옮기는 경우는, 세이부 철도 이외에 신주쿠구에서 다마시로 이전한 게이오 전철이 있다. 본사 이전의 목적은, 2 개의 본선이 만나는 도코로자와 역을 중심으로 한 도시 개발을 실시하여, 연선의 개발 및 활성화를 쉽게 실시하기 때문이다. 또, 연선 상태나 수송 서비스의 실태도 확인하기 용이해진다. 게이오 전철도 같은 목적으로 본사 이전을 하였다.
- 1945년 9월 22일: 무사시노 철도는 (구)세이부 철도와 식량증산 3개 회사를 흡수 합병하여 세이부 농업 철도(西武農業鉄道)로 개칭. 이것은 육상 교통 사업 조정법(陸上交通事業調整法)에 근거하는 것이었지만, 실제 합병은 식량 증산에 대한 운수 통신성(運輸通信省)의 사정으로 시간이 걸려, 2차 대전 후가 되었다.
- 1946년
  - 2월 14일: 이케부쿠로 선 호야 - 다나시마치(지금의 히바리가오카) 구간 복선운행 실시.
  - 11월 15일: 세이부 농업 철도에서 지금의 세이부 철도로 회사명을 변경. 버스 사업권을 무사시노 자동차(武蔵野自動車, 지금의 세이부 버스(西武バス))에 양도하여 분사화.
- 1948년
  - 4월 1일: 무라야마 선 히가시무라야마 - 무라야마 저수지(지금의 세이부엔) 구간 개통.
  - 11월 5일: 고쿠분지 선 히가시무라야마 - 고쿠분지 구간 전철화.
- 1949년 11월 15일: 다마코 선 혼코다이라 역(本小平駅)을 고다이라 역(小平駅)과 통합시킴.
- 1950년
  - 4월 6일: 고쿠분지 선 히가시무라야마 - 야나세 신호소 구간 복선운행 실시.
  - 5월 15일: (구) 히타치항공기 전용선을 양도 받아 조스이 선(上水線)으로 명명하여 오가와 - 다마가와조스이 구간 개통.
  - 5월 23일 - 무라야마 선 히가시무라야마 - 무라야마저수지 구간에 노구치 신호소 개설. 노구치신호소 - 세이부엔 구간 개통
  - 7월 11일 - 다마가와 선 무사시사카이 - 기타타마(지금의 시라이토다이) 구간 전철화.
  - 8월 1일 - 오토기 선 다마코 호텔앞 - 가미엔테이 구간 개통.
  - 11월 1일 - 다마가와 선 기타타마(지금의 시라이토다이) - 고레마사 구간 전철화.
- 1951년
  - 4월 1일: 원래 세이부 궤도(西武軌道)의 노선에 도쿄승합자동차 때였던 1935년부터 업무를 위탁했던 신주쿠 궤도 선(신주쿠 역 - 오기쿠보 북구)을 정식으로 도쿄 도 교통국에 양도.
  - 9월 16일: 오토기 선 가미엔테이 - 유네스코무라 구간 개통.
  - 10월 7일 :하기야마 선 니시토코로자와 - 사야마 호(지금의 세이부 구장앞) 구간 영업 재개. (가솔린 차량 운행)
- 1952년
  - 3월 21일 - 하기야마 선 니시토코로자와 - 사야마 호(지금의 세이부 구장앞) 구간 전철화.
  - 3월 25일 - 무라야마 선 다카다노바바 - 세이부 신주쿠 구간 개통. 노선명을 신주쿠 선으로 개칭.
  - 7월 15일 :오코기 선 다마코 호텔앞 - 유네스코무라 구간을 지방철도로 전환하여 야마구치 선으로 노선명 개칭.(오토기 선 및 오토기 열차라는 애칭은 계속해서 불림)
- 1953년
  - 3월 28일: 이케부쿠로 선 다나시마치(지금의 히바리가오카) - 히가시쿠루메 구간 복선운행 실시.
  - 9월 26일: - 이케부쿠로 선 히가시쿠루메 - 기요세 구간 복선운행 실시.
- 1954년
  - 세계대전 이후의 신조차량 501계(지금의 노치노 351계) 통근열차 투입.
  - 10월 12일: 조스이 선 오가와 - 다마가와조스이 구간 전철화.
- 1957년: 본선에 증기기관차 투입 폐지.
- 1958년
  - 9월 16일: 신주쿠 선 고다이라, 사야마 경유 다마 호(지금의 세이부유원지) 구간 직결 운행 열차 투입.
  - 12월 19일: 신주쿠 선 야나세 신호소 - 도코로자와 구간 복선화.
- 1959년
  - 451계 투입.
  - 12월 21일 :이케부쿠로 선 기요세 - 아키쓰 구간 복선화.
- 1960년
  - 5월 25일: 이케부쿠로 선 아키쓰 - 도코로자와 구간 복선화.
  - 11월: 신주쿠 선 세이부 신주쿠 - 가미샤쿠지이 구간 6량 편성 운행 실시.
- 1961년
  - 551계 투입.
  - 9월 20일 :다마코 선 0.4 km 연장. 다마코 역(지금의 세이부유원지 역) 개업.
  - 12月、이케부쿠로 선 이케부쿠로 - 도코로자와 구간에 8량 편성 급행 열차 투입. 신주쿠 선 세이부신주쿠 - 다나시 구간에 6량 편성 운행 실시.
- 1962년
  - 9월 1일: 조스이 선 오가와 - 하기야마 구간 개통. 조스이 선과 신주쿠 선의 직결운행 실시.
  - 12월 28일 :세이부 철도 초기의 카르단 구동 방식 차량인 601계 투입. 변전소 집중 제어 시스템 도입.
- 1963년
  - 이케부쿠로 선 이케부쿠로 - 도코로자와 구간에 사철 최초로 10량 편성 운행 실시.
  - 701계 투입.
- 1964년
  - 4월 26일: 세이부 그룹 창업자 쓰쓰미 야스지로 사망.
  - 11월 15일: 신주쿠 선 신사야마 역 개통.
- 1965년
  - 2월 18일 :보유차량수 400량 돌파.
  - 11월 5일: 이케부쿠로 선 도코로자와 - 니시토코로자와 구간 복선화.
- 1966년
  - 5월 16일: 고테사시 검차구(후에 차량기지) 개설.
  - 5월 25일: 이케부쿠로 선 니시토코로자와 - 고테사시 구간 복선화.
  - 10월 28일 :이케부쿠로 선 고테사시 - 무사시후지사와 복선화.
- 1967년
  - 1월 13일: 신주쿠 선 세이부신주쿠 - 다나시 구간 8량 편성 급행 열차 투입.
  - 6월 1일: 급행/완행 열차 선별 장치 도입.
  - 10월 28일: 신주쿠 선 도코로자와 - 신토코로자와 구간 복선화.
  - 11월 7일: 조스이 선 고다이라 - 하기야마 구간 복선화.
  - 11월 11일: 801계 투입.
- 1968년
  - 5월 15일 - 조스이 선 다마가와조스이 - 하이지마 구간 개통. 조스이 선을 하이지마 선으로 노선명 변경.
  - 11월 12일 고쿠분지 선 고이가쿠보 - 하네사와 신호장 구간 복선화.
  - 11월 13일: 이케부쿠로 선 무사시후지사와 - 이루마시 구간 복선화.
- 1969년
  - 3월 5일: 세이부 최초의 노란색 전동차인 101계 등장. (당시에는 노란색과 베이지 색 투톤. 냉방장치는 없었음.)
  - 9월 26일: 신주쿠 선 도코로자와 - 이리소 구간 복선화.
  - 10월 1일: 미나미이리소 검차구(차량기지) 개설.
  - 10월 2일 :이케부쿠로 선 부시 - 가사누이 신호소 구간 복선화.
  - 10월 14일: 세이부 지치부 선 개통과 함께 레드 애로 운행의 일환으로 5000계 특급 열차 등장. ATS 도입.(다마가와 선, 아히나 선, 야마구치 선은 제외) 부사 - 세이부지치부 구간에 CTC 도입.
  - 12월 16일: ITV(지금의 홈 관광용 텔레비전) 도입
- 1970년
  - 1월 1일: 요코제 검차고(차량기지) 개설
  - 8월 16일: 건널목 지장 검지 장치 사용 개시.
  - 11월 20일: 이케부쿠로 선 고테사시 역 개통
- 1972년 7월 1일: 통근형 전동차 최초로 냉방장치가 장착된 101계 투입.
- 1973년
  - 6월 8일: 신주쿠 선 다나시 - 세이부 야기사와 구간 입체 교차화 공사 완료.
  - 11월 29일 - 최고속도 100 km/h 운전 실시.
- 1974년
  - 3월 1일: 전동차 행선지판을 열차 전체에 장착.
  - 9월 6일: 다마가와 선 단선 자동화 및 ATS 도입.
- 1975년
  - 3월 20일 :이케부쿠로 선 이루마시 - 부시 구간 복선화.
  - 4월 1일: 세이부신주쿠 역에 군관리식(群管理式) 매표기 도입.
  - 6월 2일: 신주쿠 선 세이부신주쿠 - 혼카와고에 구간에 10량 편성 급행 열차 투입.
  - 6월 16일: 정기승차권 집약 발매 실시.
  - 11월 26일: 신주쿠 선 이리소 - 이루마가와(지금의 사야마 시]] 구간 복선화.
  - 12월 8일 :세이부신주쿠 - 하이지마/다마 호(지금의 세이부 유원지) 구간에 10량 편성 급행 열차 투입.
- 1976년
  - 3월 1일 도코로자와 - 국철 신아키쓰 구간 화물연결선로 개통. 동시에, 이케부쿠로 역 고쿠분지 역의 화물 중계를 아키쓰 역으로 변경. 특급 레드애로의 배차 간격을 1시간 간격으로 조정.
  - 12월 1일: 모든 노선(아히나 선, 야마구치 선 제외)에 열차무선 도입.
- 1977년
  - 3월 3일: 세이부신주쿠 건물 개관.
  - 4월 1일: 신주쿠 선에 세이부 최초의 계자 초퍼 제어차량인 2000계 투입. 이 차량이 투입됨에 따라 1980년경에 501계와 351계가 본선에서의 운행을 마감. 3편성 9량만 다마코 선에 남게 된다.
  - 12월 19일: 신주쿠 선 세이부신주쿠 - 신토코로자와 구간에 10량 편성 준급 열차 투입. 고다이라 - 다마 호(지금의 세이부 유원지) 구간 왕복 운행 실시.
- 1978년
  - 2월 15일 :보유차량 수 800량 돌파.
  - 9월 16일: 도코로자와에 중앙전기사령소(지금의 전기지령)을 이전시킴.
  - 10월 프로야구 구단 크라운 라이타 라이온즈(クラウンライターライオンズ)를 세이부 그룹이 매수하여 세이부 라이온즈로 재탄생.
- 1979년
  - 3월 15일: 변전소 집중 제어 시스템에 컴퓨터 도입.
  - 4월 27일 :사야마 스테이션 건물 개관.
  - 12월 7일: 하이지마 선 하기야마 - 고다이라 구간 복선화.
- 1970년대중반 무렵(정확한 시기는 불명)에 2009년 8월 31일까지 오랜 기간 사용되는 출입문 스티커가 붙여지게 된다. 출입문 유리창에 붙여진 이 스티커는 세이부 철도 명의의 “열리는 문에 주의”, 혹은 “손대지 마시오”같은 문구가 기재되어 있다. 문자의 서체는 1992년과 1998년에 변경이 되었다.
- 1980년
  - 3월 12일: 신주쿠 선 미나미오쓰카 - 와키타 신호장 구간 복선화.
  - 3월 17일: 보통열차, 급행열차, 준급열차만 편성되어 있던 운행 체제에서 추가 운행 종별이 투입[12][13]
  - 3월 28일: 신토코로자와 역에 엘리베이터 설치.
  - 6월 16일: 구내 무선, 승무원 무선 도입.
  - 7월 17일: 하이지마 선 히가시야마토시 역 입체교차공사 완료.
  - 12월 25일: - 건널목 지장 알림 장치 도입. 당시 설명서에는 “비상시에는 전동차가 돌아오지 않을 때까지 이 버튼을 눌러 주세요. 비상시 이외에 버튼을 누르면 처벌을 받습니다(非常の際は電車がもどらなくなるまでこのボタンを押してください　非常時以外にボタンを押すと処刑されます)”라는 문구가 기재되어 있었다.
- 1982년
  - 4월 1일: 세이부신주쿠 역에 PRC 도입.
  - 6월 26일: 운전지령을 도코로자와로 이전.
  - 9월 13일: 유원지앞 - 세이부유원지 구간에 면허.
  - 10월: 세이부 라이온즈 82 퍼리그 우승 기념 승차권 발매.
  - 11월: 세이부 라이온즈 82 일본선수권 시리즈 우승기념승차권 발매.
- 1983년
  - 10월: 세이부 라이온즈 83 퍼리그 2회 연속 우승 기념 승차권 발매.
  - 10월 1일 :세이부 유라쿠초 선 신사쿠라다이 - 고타케무카이하라 구간 개통.
  - 11월: 세이부라이온즈 83 일본 시리즈 우승 기념 승차권 발매.
  - 11월 10일: 보유차량수 900량 돌파.
  - 11월 27일 :이케부쿠로 선에 세이부 최후의 3도어 투톤칼라 열차인 3000계 투입.
  - 12월 1일: 하이지마 선 무사시스나가와 - 세이부 다치카와 구간 복선화.
  - 12월 12일: 하이지마 선 무사시스나가와 역 개통.
  - 801계, 701계의 보강 및 노란색 전체 도색 완료
- 1984년 5월 14일: 안내 궤도식 개량으로 야마구치 선 운행 중단.
- 1985년
  - 아카덴 열차가 본선에서 퇴역하고 다마가와 선 및 다마코 선에 잔류. 야마구치 선이 신교통 시스템 체제로 재개통(경편 철도 운행 당시 노선은 폐선).
  - 4월 25일: 국철 주오 선과의 연계 편의를 위해 야마구치 선의 재개통과 동시에 야구 경기를 하는 날에만 다마코 선에 임시로 준급 열차 투입.
  - 6월 1일: ATS 변경(다마가와 선 제외). 정차역을 제외한 출발 신호기가 진행정위가 된다. 승강장 자동 안내방송 변경(성우도 변경).
- 1986년
  - 3월 23일: 신주쿠 선 다나시 역 구내에서 열차 추돌 사고 발생. 이 사고로 200여명이 부상. 파손이 심각한 8량 폐차. 사고원인은 브레이크가 원인으로 눈에 대처하지 못해 일어났으며, 이 사고를 계기로 모든 차량에 내설(耐雪) 브레이크 설치.
  - 8월 5일: 본사를 도쿄 도 도시마 구에서 사이타마 현 도코로자와 시로 이전.
  - 10월: 세이부 라이온즈 86 파리그 우승 기념 승차권 발매.
  - 11월: 세이부 라이온즈 86 일본 시리즈 우승 기념 승차권 발매.
- 1987년
  - 3월 5일: 하이지마 선 니시오가와 신호소 개통.
  - 3월 9일: 오가와 변전소 개설.
  - 5월 25일: 항공공원역 개통.
  - 8월 1일: 레드 애로 1편성 6량 중 3량을 금연 차량으로 지정. 공중전화 설치.
  - 10월: 세이부 라이온즈 87파리그 우승 기념 승차권 발매.
  - 11월: 세이부 철도 87 일본시리즈 우승 기념 승차권 발매.
  - 11월 20일: CTC 구간을 고마 - 세이부 지치부 구간으로 변경.
  - 12월 10일: 이케부쿠로 선 샤쿠지이 공원 역 - 후지미타이 구간 입체교차화 완료.
- 1988년
  - 노란색 전동차(701계, 801계, 401계, 구 101계) 퇴역 실시.
  - 701계, 801계, 401계, 구 101계 퇴역과 동시에 신주쿠 선에 신2000계 투입.
  - 4월 1일: 선불카드인 ja:レオカード 발매. 이 카드에 대응하는 발매기 도입.
  - 4월 27일: 이케부쿠로 선 히가시한노 - 고마 역|고마]] 구간 일부 고가화.
  - 5월 12일: 정차역 통과 방지장치 도입.
  - 6월 1일: 약냉방차 도입.
  - 10월: 세이부 라이온즈 88 파리그 우승 기념 승차권 발매.
  - 11월 2일: 하이지마 선 히가시야마토시 - 다마가와조스이 구간 복선화.
  - 11월 4일: 세미크로스 좌석인 4000계 투입. 이케부쿠로 선, 신주쿠 선 구간의 최고속도를 105 km/h로 높임.
  - 11월: 세이부 철도 88 일본시리즈 우승 기념 승차권 발매.
  - 11월 16일: 이케부쿠로 선 장장 개통.
- 1989년
  - 3월 16일: 역 관할구역제도(駅管区制) 도입.
  - 3월 23일: 보유차량수 1000량 돌파. 기념승차권 발매.
  - 3월 31일: 도코로자와, 하기야마 철도 전화국에 디지털 전자 교환기 도입.
  - 4월 1일: 지치부 철도와 직결 운행 실시(한노 - 미쓰미네구치/노가미). 지치부 철도 직결 운행 기념 승차권 발매.
  - 12월 14일: 신주쿠 선 신사야마 - 미나미오쓰카 구간 복선화.
  - 12월 15일: 다마가와 선 ATS 변경.
- 1990년
  - 6월 30일 :세이부 철도 최후의 아카덴인 351계가 다마코 선에서 최종 운행을 마치고 퇴역. 전 차량 냉방화 및 고성능화 달성. 전 차량 노란색으로 도색 (당시에는 101계, 301계, 3000계만 노란색/베이지색 투톤 칼라). 351계 고별 운행 이벤트 실시 및 기념승차권 발매.
  - 제복 변경.
  - 9월 16일: 다마가와조스이 차량관리지소(차량기지) 개설.
  - 9월: 세이부 라이온즈 90 파리그 우승 기념 승차권 발매.
  - 11월: 세이부 철도 90 일본시리즈 우승 기념 승차권 발매.
- 1991년
  - 2월 1일: 기요세 제 3호 건널목 입체교차화 공사 완료.
  - 3월 9일: 자동개찰구 도입. 도시마엔 역에서부터 실시.
  - 3월 15일: 세이부 연수센터 개관.
  - 3월 16일: 특급권 온라인 발권 서비스 도입. 온라인 발권 서비스를 계기로 첫 특급권 발매기 도입.
  - 3월 29일: 하이지마 선 오가와 - 니시오가와 신호소 구간 복선화.
  - 5월 11일 :신주쿠 선 사기노미야 북쪽 출입구 역 건물 개관.
  - 7월 27일: 신주쿠 선 사야마 시 - 신사야마 구간 복선화.
  - 9월 5일: 세이부 혼카와고에 스테이션 건물 개관
  - 9월: 세이부 라이온즈 91 파리그 우승 기념 승차권 발매.
  - 11월: 세이부 철도 91 일본시리즈 우승 기념 승차권 발매.
  - 12월 12일: 도영 12호선(오에도 선)과 연계 운행 실시.
- 1992년
  - 1월 14일: 변전소 집중 제도 시스템 변경.
  - 3월 15일: 네리마 역에 휠체어용 계단 리프트 도입.
  - 4월 1일: 당시 운행 관리 시스템의 노후화로 세이부 철도 전구간에 운행 관리 시스템의 갱신을 단행하였다(SEMTRAC). 당시 새로 투입된 승강장 안내방송 성우는 가와모토 도시미(주로 상행선)와 나카무라 겐지(주로 하행선)였다. 또한, 여태까지 “잠시 후 몇번 타는곳에 전동차가 들어옵니다. 하얀 선 안쪽에서 기다려 주시기 바랍니다./하얀 선 안쪽으로 물러서 주시기 바랍니다.(まもなく○番ホームに電車がまいります。白線の内側でお待ちください/白線の内側までお下がりください)”라고만 했던 안내방송 체계를 종별, 행선지, 전동차 량수 및 먼저 도착하는지에 대한 여부와 도중에 어느 역에서 상위 종별의 열차로 갈아타면 빨리 도착할 수 있는지에 대한 여부를 알려주는 체계로 개선하였다.
  - 4월 8일 :도코로자와 종합관리사무소 개설.
  - 6월 1일: 이케부쿠로 선에 최초로 10량 전용 편성 전동차인 6000계 스테인레스 전동차 투입.
  - 9월: 세이부 라이온즈 92 파리그 우승 기념 승차권 발매.
  - 10월 23일: 세이부 한노 스테이션 건물 개관.
  - 11월: 세이부 철도 92 일본시리즈 우승 기념 승차권 발매.
- 1993년
  - 2월 10일: 두 번째 회수권 발매 매표기 도입. 회수권 자기화.
  - 5월 12일: 아키히토 천황 부부의 지치부 관광(이케부쿠로 - 세이부지치부 구간 승차)
  - 12월 6일: 신주쿠 선에 특급 10000계 투입. 신주쿠 선에 아침 출근 시간에만 쾌속, 통근급행 운행 실시. 특급 열차 정차역에 이루마 시역 추가.
  - 12월 11일: 101계 차체 변경 및 10량편성 차량인 9000계 투입.
  - 세이부 철도 최초의 LED 행선지, 종별, 발차시각표시기를 세이부신주쿠 역, 이케부쿠로 역 도코로자와 역에 도입. 1995년까지 주요역(주로 급행 열차가 정차하는 역과 각역정차 전동차만 정차하는 역 중 일부)에 설치하였다.
- 1994년
  - 8월 8일: 신주쿠 선에 600계 스테인레스 차량 투입.
  - 10월 1일: 이케부쿠로 역에 새로운 특급 타는 곳 설치.
  - 10월 15일: 이케부쿠로 선에도 10000계 열차 투입.
  - 12월 7일: 세이부 유라쿠초 선 신사쿠라다이 - 네리마 구간 연장개통. 네리마타카노다이 역 개통 및 기념승차권 발매.
  - 주요역에 발차 멜로디 도입(1991년까지).
  - 레온 카드에 대응하는 세 번째 발매기 도입(SF 레온카드도 대응함)
- 1995년
  - 9월 1일: 시차회수권 및 주말/휴일 할인 회수권 발매.
  - 10월 14일, 15일: 이틀간에 걸쳐 5000계 열차 고별 운행.
- 1996년
  - 세이부 철도 전체 역에 특급권 발매 단말 갱신. 두 번째 특급권 발매기 도입. 특급권을 자기권으로 갱신(여행사에서 발매하는 특급권 일부는 비자기권).
  - 3월 28일: 다마코 선(고쿠분지 - 세이부유원지)에 운행관리시스템(SEMTRAC) 도입.
  - 3월 28일: 야구 경기하는 날에만 운행했던 임시열차 편성을 약간 축소함. 이 때부터 다마코 선의 임시 준급 열차가 폐지되었으며, 신주쿠 선과 직결 운행하는 급행 열차 정차역에 야사카, 무사시야마토를 추가하였음. 이를 계기로 4량 편성 전동차만 정차할 수 있었던 두 역의 타는 곳이 개량되어 8량 편성 전동차도 정차할 수 있게 되었음.
  - 4월 1일: 다마코 선 1인 승무 실시. 도코로자와 - 히가시요코제 구간 화물열차 운행 중단.
  - 5월 25일: E851 고별 운행.
  - 12월 3일: 이케부쿠로 선 6000계 알루미늄 차량 투입.
  - 701계, 401계가 다마가와 선, 다마코 선에서 운행을 종료.
- 1997년
  - 세이부 그룹 홈페이지 및 開設と同時に 세이부 철도 홈페이지 개설.
  - 2월 21일: 701계, 401계 운행 종료 및 고별운행(701계 1편성 4량에는 추첨으로 당첨된 승객들을 태워서 세이부신주쿠 - 세이부 구장앞 구간을 임시로 왕복하였으며, 401계 2편성 4량에는 추첨으로 당첨된 승객들을 태워서 이케부쿠로 - 세이부 구장앞 구간을 임시로 왕복하였음). 고별 이벤트는 세이부 구장앞 역에서 실시.
  - 3월 7일: 보유차량수 1200량 돌파.
  - 4월 26일: - 특급 레드 애로 승객 1억명 돌파.
  - 8월 2일: - 이케부쿠로 선 사쿠라다이 - 네리마 구간 입체교차화 공사 완료.
  - 12월 13일: 이케부쿠로 선 나카무라바시 - 후지미타이 구간 입체교차화 공사 완료.
- 1998년
  - 3월 26일: 영단 지하철(지금의 도쿄 메트로) 유라쿠초 선과 상호 직결 운행 개시. 특급 열차의 정차역을 아시가쿠보에서 요코제로 변경.
  - 10월 1일: 세이부 전동차 텔레폰 센터 설치.
  - 10월 10일: 평성 10년 10월 10일 기념 승차권 발매[14]
  - 11월 20일: 다마코 선(고쿠분지 - 하기야마) 구간 1인 승무 실시.
- 1998년 ~ 1999년: 신주쿠 선 및 이케부쿠로 선의 대부분의 역에서 발차 멜로디의 변경을 시행했다. 다마가와 선과 이케부쿠로 선(히가시한노 - 아가노), 세이부 지치부 선(아가노 - 요코제)의 일부를 제외한 각역정차 전동차만 정차하는 역에도 발차 멜로디가 도입되었다. 또한 기존의 50종류의 멜로디를 6종류의 멜로디로 줄였으며[15], 멜로디가 울린 이후 남녀 성우의 발차 안내 문구[16]는 삭제하였다.
- 1999년
  - 4월: 다마가와 선과 무사시요코테 역 - 요코제 역을 제외한 모든 역에 자동개찰구 설치.
  - 6월 1일: 다 쓴 승차권 재활용 실시.
  - 10월 14일: 세이부 지치부 선 개통 30주년 기념 승차권 발매.
  - 11월 11일: 평성 11년 11월 11일 기념 승차권 발매[17]
- 2000년
  - 2월 20일: 신주쿠 선에 20000계 투입.
  - 3월 4일: 1234 기념 승차권 발매[18]
  - 2000년과 다음해에 걸쳐서 객실 창 유리에 주의 스티커가 부착됨.(2007년 7월~8월에 걸쳐서 지금의 디자인으로 변경)
  - 6월 15일: 도코로자와 차량공장 폐쇄.
  - 6월 16일: 무사시노 차량 검수장 설치.
  - 7월 1일: 다 쓴 정기권 재활용 실시.
  - 10월 1일: SF레온카드 발매.
  - 10월 14일: 공동 승차카드인 패스 넷 도입.
  - 12월 22일: 무사시노 차량 검수장이 ISO14001 취득.
- 2001년
  - 3월 4일: 이케부쿠로 선 네리마 - 나카무라바시 구간 입체교차화 공사 완료.(역입체화)
  - 4월 1일: 모든 자동 개찰구가 2장의 카드가 들어갈 수 있게 개선됨. 애완동물 차량 반입 무료화. 부정승차방지시스템 도입.
  - 12월 6일: 이케부쿠로 선 가사누이 신호소 - 한노 구간 복선화.
  - 12월 15일: 시각표 개정으로 신주쿠 선 아침 출근시간 상행선에만 운행했던 쾌속 열차 운행 폐지. 나카무라바시 - 네리마타카노다이 구간 복복선화.
  - 건널목 지장 알림 장치의 안내문을 갱신. “비상시에는 전동차가 돌아오지 않을 때까지 이 버튼을 눌러 주세요. 비상시 이외에 버튼을 누르면 처벌을 받습니다(非常の際は電車がもどらなくなるまでこのボタンを押してください　非常時以外にボタンを押すと処刑されます)”에서 “비상시에는 이 버튼을 눌러 주세요.(非常の際はこのボタンを押してください)”로 줄였다.
- 2002년
  - 2월 28일: 일반 인정 철도 사업자(一般認定鉄道事業者)로 인정 받음.
  - 3월 6일: 세이부구장앞 역 개찰구를 일부 개장. 역무원에 의한 매점 판매 실시.
  - 4월 1일: 일본 민영 철도 협회에 가입. 홈페이지에서 운행상황을 제공.
  - 9월 1일: 유실물 센터 도입. 역 쉐르파 개시.
- 2003년
  - 3월 12일: 시각표 개정으로 이케부쿠로 선은 구간 준급 폐지. 네리마 - 나카무라바시 구간 고가복복선화. 한노 - 세이부 치치부 구간 1인 승무 실시.[19]
  - 6월 2일: 이케부쿠노 선에 열차정보장치 도입.
  - 8월 8일: 여행사에서 특급권 발매 실시.
  - 9월 ~ 11월: 승강장 자동 안내 방송에서 “흰색 선 안쪽에서...(白線の内側で…)”에서 “노란 선 안쪽에서...(黄色い線の内側で…)”으로 변경됨.
  - 첫 레오 카드만 대응하는 매표기를 다마가와 선에서 철거.
  - 네 번째 PASMO에 대응하는 터치 스크린 방식의 매표기 도입. 세이부 철도의 첫 터치스크린 식 기계 도입.
- 2004년
  - 봄에는 총회에서의 이익 공여 문제, 10월에는 유가증권 보고서 허위 기재 문제가 연달아 발생하여 세이부 그룹에서 군림해 온 쓰쓰미 요시아키(창업자의 셋째 아들)가 회장직을 사임했다. 주가는 급락하여, 도쿄증권은 패널티로서 11월 16일의 거래 종료 후에 감리 포스트로부터 정리 포스트로 이동시켜, 1개월 후의 상장폐지를 결정했다. 세이부는 자스닥의 상장을 표명하고 있었지만, 상장 신청이 인정될지는 불투명하고, 세이부 철도는 경영상의 갈림길에 처하게 되었다. 게다가 2005년 3월 3일에 요시아키가 증권거래법 위반(유가증권 보고서 허위 기재 및 내부자 거래) 혐의로 체포되었기 때문에, 국토 교통성 철도국은 세이부 철도에 대해 조치를 취하였다. 하지만, “이번 체포는 유가증권 보고서 허위 기재 문제에 의하는 것이지, 철도 사업의 기본인 안전 운행에 직접 관련되는 것은 아니다”라며 주의 조치에 그쳤다.
  - 1월 13일: 휴대전화 운행상황 서비스 개설.
  - 3월 27일: 차체 광고 전동차 운행(이케부쿠로 선, 신주쿠 선)
  - 5월 24일: 세이부 철도 기업 논리 규범 제정.
  - 6월 10일: 신주쿠 선에 열차정보장치 도입.
  - 7월 26일: 제 1회 기업 논리 위원회 개최
  - 12월 16일: 기업 논리 핫 라인 개설.
  - 12월: 구 101계 전동차의 주요 구간 운행 종료(다마가와 선에만 잔류)
- 2005년
  - 5월 9일: 이케부쿠로 선, 신주쿠 선에 여성 전용칸 도입.
  - 6월 28일: 잠행 임원 제도(執行役員制度) 도입.
  - 7월 3일: 이케부쿠로 선 운행 관리 시스템 개선. 이로 인하여 승강장 안내방송 성우가 도요다 마유미(주로 상행선)와 세키네 마사아키로 교체되었다.
  - 10월 31일: 유라쿠초 직결 운행 열차에 여성 전용칸 도입.
  - 11월 9일 전원 이중화 공사(電源二重化工事) 완료(이케부쿠로 - 무사시아가노, 세이부신주쿠 - 혼카와고에 구간)
- 2006년
  - 이 때부터 여성 역무원의 투입이 시작되었다.
  - 2월 1일: 이케부쿠로 역, 다카다노바바 역, 도코로자와 역에 AED 도입.
  - 3월 27일: 세이부 그룹의 재편으로 세이부 철도는 세이부 홀딩스의 자회사로 편입(지주회사 방식). 세이부 그룹 기업 논리 규범이 제정됨에 따라 세이부 철도 기업 논리 규범이 폐지된다. 그룹 비전 책정.
  - 4월 1일: 세이부 철도 고객 센터 개설.
  - 4월 27일: 보통 승차권 및 특급권 환불 수수료가 100엔으로 일원화.
  - 9월 24일: 신주쿠 선 계통에도 운행관리시스템 개선. 전날에 승강장 자동 안내방송 개선.
  - 10월 1일: 특급 레드 애로 호의 완전 금연화(전 열차 금연석). 특급권 발매 역의 단말기 갱신. 세 번째 발매기 도입.
  - 11월 11일: 고에도가와고에철도(小江戸川越鉄道) 개통 111주년 기념 승차권 발매.
- 2007년
  - 3월 18일: PASMO도입. 자동 개찰구가 없는 다마가와 선과 세이부 지치부 선(무사시요코테 - 요코제 구간)의 역에도 IC카드전용 개찰구 설치. 이를 계기로 다마가와 선 매표기가 터치스크린 방식의 기계로 교체.
  - 3월 28일: 아키히토 천황 부부의 가와고에 관광(세이부신주쿠 - 혼카와고에 구간 승차)
  - 4월 1일: 새로운 회사 로고 도입 및 회사 색깔 제정 발의()
  - 4월 27일: 지진경보 시스템 도입.
  - 5월 8일: PASMO 도입에 맞추어 특급권 인터넷 예약 서비스 도입.
  - 5월 14일: 회사 최초로 고객 만족도 조사 실시.
  - 6월 21일: 건널목 안전 핫 라인 도입.
  - 6월 27일: 원격 방송 장치를 도입. 방송 범위는 전역 일제(全駅一斉), 복수역 지정(複数駅指定), 개별 역의 세 종류이며, 역 구내에서는 상행선 승강장, 하행선 승강장, 중앙 광장이다. 우선 순위는 전동차의 발차 멜로디, 차장과 역무원의 무선 마이크 방송, 원격 방송, 전철의 행선지 종별을 안내하는 자동 방송 순이다.
  - 7월 27일: 간이필담기를 세이부 철도 전체 역에 설치(고타케무카이하라 역은 제외).
  - 8월 16일: 신주쿠 선에 여성 차장 투입.
  - 12월 3일: 아가노 변전소, 쇼마루 변전소에 환경 배려형 축전 장치(環境配慮型蓄電装置) 도입. 이로 인하여 한노 - 세이부지치부 구간에 상시 회생 브레이크 차의 주행이 가능하게 됨.
  - 12월 8일: 다마가와 선 개통 90주년 기념 승차권 발매.
- 2008년
  - 1월 10일: 패스 넷 SF레온카드 발매 종료.
  - 3월 9일: 이케부쿠로 선 계통 차량을 시작으로 새로운 회사 로고 부착.
  - 3월 15일 :최초의 레온 카드 사용 종료.
  - 3월 27일: 제복 개선.
  - 4월 26일: 신주쿠 선에 30000계 전동차 투입.
  - 6월 14일 - 도쿄 지하철 도쿄 지하철 후쿠토신 선 직결 운행 실시. 신주쿠 선에 하이지마 쾌속(拝島快速) 도입. 지연 증명서를 홈페이지에서 발행 실시.
  - 7월 16일: 신주쿠 선에 여성 기관사 투입.
  - 8월 6일: 고정 편성 차량 (3000계, 9000계, 6000계, 20000계, 30000계의 일부 해당)에 차량 안쪽 출입문에 점자 안내판 설치.
  - 11월 22일: 세이부 철도의 모든 역(고타케무카이하라 제외)에 열차비상통보장치 설치 완료.
- 2009년
  - 2월: 프린스 호텔에서 사이타마 세이부 라이온즈의 주식 양도로 인하여 자회사화 시킴.
  - 4월 1일: 오다큐 전철 등과 공동으로 관동 사철에는 처음으로 스룻과 KANSAI협의회와 제휴하여 자료 공동 구입 실시.
  - 4월 6일: 사이타마 현 내에서는 처음으로 고테사시 역, 세이부구장앞 역, 항공공원역의 녹화사업에 임함.
  - 9월 1일: 1970년부터 30여년간 사용된 출입문 스티커를 변경.
  - 12월 14일: 세이부 철도 홈페이지를 리뉴얼.
- 2010년
  - 1월 27일: 시각표 개정으로 세이부 돔에서 야구 경기가 끝나고 난 뒤에 사야마 선과 이케부쿠로 선을 직결 운행하는 급행 열차의 투입이 발표된다. 스포츠 신문 등에서는 이것이 세이부 라이온즈에 유세이 선수의 입단으로 인한 일이라고 판단하여 다음날의 신문에 “유세이 다이어(雄星ダイヤ)”로 보도되기도 하였다. 그러나 세이부 철도에서는 이 개정이 유세이 선수의 입단과는 무관하다고 밝혔다.
  - 3월 28일: E31형의 고별 운행 및 기념 승차권 발매.

## 철도 사업

### 운행 노선
보유 노선의 전체 거리는 179.8 km이며, 여객 영업 거리는 176.6 km로 일본의 오테 사철 중 4번째로 긴 영업 거리를 보유하고 있다. 성립이나 운전 계통에 의하여 이케부쿠로 선계와 신주쿠 선계로 크게 나눌 수 있다. 또한 본선(이케부쿠로 선, 신쥬쿠 선)으로부터 완전하게 독립한 노선인 다마가와 선이 있다. 。

#### 이케부쿠로 선 계열
- ■ 이케부쿠로 선: 이케부쿠로역 - 도코로자와 역 - 한노 역 - 아가노역(57.8 km)
- ■ 세이부 지치부 선: 아가노역 - 세이부 치치부 역(19.0 km)
- ■ 세이부 유라쿠초 선: 네리마 역 - 고타케 무카이하라 역(2.6 km)
- ■ 도시마 선: 네리마 역 - 도시마엔 역(1.0 km)
- ■ 사야마 선: 니시토코로자와 역 - 세이부 구장앞 역(4.2 km)

#### 신주쿠 선 계열
- ■ 신주쿠 선: 세이부 신주쿠 역 - 도코로자와 역 - 혼카와고에 역 (47.5 km)
- ■ 세이부엔 선: 히가시무라야마 역 - 세이부엔 역 (2.4 km)
- ■ 하이지마 선: 고다이라 역 - 하이지마역 (14.3 km)
- ■ 다마코 선: 고쿠분지역 - 하기야마 역 - 세이부 유원지 역 (9.2 km)
- ■ 고쿠분지 선: 히가시무라야마 역 - 오가와역 - 고쿠분지역 (7.8 km)

#### 신교통시스템
- ■ 야마구치 선: 세이부 구장앞 역 - 세이부 유원지 역 (2.8 km)

#### 독립 노선
- ■ 다마가와 선: 무사시사카이역 - 고레마사 역 (8.0 km)

#### 운행 중단 노선
- ■ 아히나 선: 미나미오쓰카 역 - 아히나 역 (3.2 km) (화물선)

#### 폐선
- 오미야 선：오미야 역 - 가와고에쿠보초 역 (12.9 km)
- 오토기 선：유원지앞역 - 유네스코 무라 역(3.7 km) (유락시설 취급 후에 야마구치 선으로 개칭. 일부 구간은 위에 있는 신교통 시스템의 야마구치 선으로 전환)

#### 양도 노선
- 세이부 궤도 선: 후에 도쿄 도 교통국 스기나미 선
- 수근 궤도 선(水根貨物線): 전용 철도. 원래는 도쿄 도 수도국 고치 선이었으며 나중에 오쿠타마 공업에 양도.

#### 계획 및 미구성 노선
- 한노 단락선(飯能短絡線): 모토카지 - 한노 구간에서 히가시한노까지의 단락선으로, 일찍부터 운행되고 있던 화물열차나 특급 열차의 일부, 또는 무사시가오카 차량 검수장이나 무사시가오카 차량기지로 가는 회송 열차가 한노 역에서의 방향 전환을 위해 구상되었지만 실행되지는 않았다. 주민들의 결사 반대로 여객 영업용으로 운행하려는 계획은 없다. 다만 부설 예정 땅은 획득한 상태.
- 기치조지 선(吉祥寺線): 호야 - 히가시후시미 - 기치조지 구간으로 구상 단계에서 끝났다.
- 다마 뉴타운 선(多摩ニュータウン線): 다마가와 선의 고레마사에서 다마 뉴타운까지 연결하려고 했던 노선으로 다마 뉴타운의 개발 제한 구역 이외의 땅이 적었기 때문에 구상 단계에서 끝났다.
- 세이부 지치부 선 세이부 지치부에서 가루이자와마치 역까지 연장하려는 노선으로 구상을 계속 하고 있었지만 실행에 옮기지는 못했다.

#### 다른 회사 철도와의 직결 운행 노선

##### 현재 실행되고 있는 직결 운행 노선
- 이케부쿠로 선(한노 역까지): 세이부 유라쿠초 선 경유 도쿄 지하철 유라쿠초 선(이케부쿠로 방면 신키바 행)
- 이케부쿠로 선(한노 역까지): 세이부 유라쿠초 선 경유 도쿄 지하철 후쿠토신 선(이케부쿠로 방면 시부야 행)
- 이케부쿠로 선(평일에는 한노 역까지, 주말 및 휴일에는 이케부쿠로 역까지): 세이부 지치부 선 경유 지치부 철도 지치부 선 (미쓰미네구치 행, 나가토로 행)
- 이케부쿠로 선, 세이부 유라쿠초 선, 지하철 후쿠토신 선 경유 도쿄 급행 전철 도요코 선 및 요코하마 고속철도 미라토 미라이 선 직결 운행(모토마치·주카가이 행)

##### 직결 운행 구상 노선
- 신주쿠 선 및 신선(가칭) 경유 도쿄 지하철 도자이 선 (승계 원활화 및 사업 안정 예상)

##### 참고
- 도쿄 지하철 유라쿠초 선 및 후쿠토신 선에서는 와코시 역을 경유하여 도부 철도 도조 선과의 직결 운행도 하고 있지만, 도부 철도 소속 차량이 세이부 철도 구간에 진입하지는 않는다. 또한, 세이부 철도 차량이 도부 철도 구간을 운행하는 일도 없다.
- 지치부 철도와의 직결 운행 열차는 모두 세이부 철도 소속 차량으로 지치부 철도 차량이 세이부 철도 구간에 들어가지는 않는다.
- 지치부 철도로 직결 운행을 할 때 상호 연결 선로가 요코제 역과 세이부 지치부 역 사이에 있기 때문에 미쓰미네구치 행과 나가토로 행은 요코제 역에서 분리 과정을 거치며, 나가토로 행은 요코제에서 직접 지치부 철도 구간으로, 미쓰미네구치 행은 세이부 지치부 역을 경유하여 지치부 철도 구간에 진입한다. 반대로 지치부 철도 구간에서 세이부 철도 구간으로 진입할 경우에는 그 반대로 요코제 역에서 결합 과정을 거친다.

### 연속 입체 교차화 진행 상황
세이부 철도 구간은 다른 오테 사철에 비해 비교적 노선의 입체교차 및 고가화가 많이 늦어지고 있으며, 아직까지도 건널목이 많이 있다.
하이지마 선은오가와 - 다마가와조스이 구간이 고가화가 이루어지고 있으며, 하기야마 - 오가와 구간에 있는 후추 가도 부분에서 고가화 공사를 진행하고 있다.
이케부쿠로 선은 벌써 사쿠라다이 - 네리마타카노다이 구간이 먼저 고가화가 되었으며, 2010년 기준으로 네리마타카노다이 - 오이즈미가쿠엔 구간은 2010년 2월 7일에 고가화가 이루어졌다. 샤쿠지이 공원 역 부근의 경우 하행선 및 유치선 공사가 진행될 것이다.
신주쿠 선은 다카다노바바 - 세이부 신주쿠 구간 및 세이부 야기사와 - 다나시 구간이 고가화가 이루어졌다. 산간 지역을 운행하는 세이부 지치부선에는 건널목이 없으며, 철교를 통해 도로를 넘는 방식으로 도로와 입체교차를 하고 있다. 연속 입체 고가는 아니지만, 이케부쿠로 선의 기타한노 신호장 - 무사시가오카 신호장 구간과 세이부 지치부 선 요코제 - 세이부 지치부 구간이 고가화가 이루어지고 있다.

### 열차 종별
세이부 철도에서는 다음과 같은 열차 종별이 운행되고 있다. 여기서는 각역정차만 운행하는 다마가와 선, 고쿠분지 선, 다마코 선(하기야마 - 고쿠분지 구간), 야마구치 선, 세이부엔 선, 도시마 선, 그리고 운행 중단 상태에 있는 아히나 선은 제외하고 기술하기로 한다.
■ 특급 (特急, Limited Express)
별도 요금이 부과되며, 1969년부터 운행에 들어갔다. 레드 애로(レッドアロー)라는 애칭으로 불리고 있다.
지치부 호(ちちぶ号)
이케부쿠로 선, 세이부 지치부 선을 경유하며, 이케부쿠로 - 도코로자와 - 세이부 지치부 구간을 운행한다.
무사시 호(むさし号)
이케부쿠로 선의 이케부쿠로 - 한노 구간을 운행한다.
고에도 호 (小江戸号)
신주쿠 선의 세이부 신주쿠 - 혼카와고에 구간을 운행한다.
돔 호(ドーム号)
이케부쿠로 선, 시야마 선을 경유하며, 이케부쿠로 - 세이부 구장앞 구간까지 운행하는 임시열차이다. 야구 경기가 있거나 각종 이벤트가 있을 때 운행한다. 때에 따라서는 네리마에 정차할 때도 있다.
■ 쾌속 급행 (快速急行, Rapid Express)
이케부쿠로 선, 세이부 지치부 선, 신주쿠 선을 운행한다. 신주쿠 선에서는 가와고에 호(川越号)라는 이름으로 운행(1998년 3월부터 2008년 6월까지)했다. 신주쿠 선에서는 평일에만 운행하는 것으로 되어 있다. 이케부쿠로 선과 세이부 지치부 선에는 휴일에 운행하며, 이 때는 지치부 철도와 직결 운행한다.
■ 하이지마 쾌속 (拝島快速, Rapid)
신주쿠 선(세이부 신주쿠 - 고다이라 구간)과 하이지마 선을 운행한다. 하이지마 역에서의 쾌속성을 높이기 위해 급행보다 빠른 종별을 2008년 6월 14일 시각표 개정 때부터 투입했다. 또한 영문으로 표기할 때는 "Rapid"로 하지만, 차내 안내방송에서는 "Haijima Rapid"라고 안내한다.
■ 급행 (急行, Express)
본선과 일부 지선에서 운행된다. 단, 사야마 선에서는 임시열차만, 이케부쿠로 선 한노 이서 지역과 세이부 지치부 선에서는 행락 시즌에만 운행된다. 사야마 선의 임시 시각표에는 세이부 신주쿠에서 출발하여 도코로자와 역을 경유하는 직결 운행 열차도 있으며, 다마코 선의 경우는 신주쿠 선 및 하이지마 선과의 직결 운행 열차가 있다.
■ 통근급행 (通勤急行, Commuter Express)
이케부쿠로 선(이케부쿠로 - 한노 구간만)과 신주쿠 선을 운행하며 아침 시간에 상행선만 운행된다. 이케부쿠로 선에서는 급행보다 늦지만 신주쿠 선에서는 급행보다 빠르다.
■  쾌속 (快速, Rapid)
이케부쿠로 선(이케부쿠로 - 한노 구간만), 사야마 선, 세이부 유라쿠초 선을 운행한다. 사야마 선은 임시열차만 해당되며, 이케부쿠로 선에서는 도쿄 지하철 유라쿠초 선과 후쿠토신 선과의 상호 직결 운행하기도 한다.
■  통근 준급 (通勤準急, Commuter Semi Express)
이케부쿠로 선, 세이부 지치부 선, 사야마 선을 운행한다. 2008년 6월 14일 시각표 개정 때 네리마 역에 추가 정차하게 되었다. 사야마 선에서는 임시열차만 운행하며, 이케부쿠로 선(고테사시 - 아가노 구간)과 세이부 지치부 선에서는 행락 시즌에만 운행한다.
■ 준급 (準急, Semi Express)
이케부쿠로 선(이케부쿠로 - 한노 구간만), 사야마 선, 세이부 유라쿠초 선, 신주쿠 선, 하이지마 선, 도시마 선을 운행한다. 사야마 선은 임시열차만 해당되며, 이케부쿠로 선에서는 도쿄 지하철 유라쿠초 선과 후쿠토신 선과의 상호 직결 운행하기도 한다.
■ 구간 준급 (区間準急, Section Semi Express)
2003년에 폐지된 종별로 지금은 운행하고 있지 않다.
■ 전역 정차 (全驛停車, ALL-Stations Stop)
모든 역에 정차한다. 이케부쿠로 선에서는 도쿄 지하철 유라쿠초 선과 후쿠토신 선과의 상호 직결 운행하기도 한다. 2008년까지 표기는 "보통(普通, Local)"이었다.

### 차량
2009년 기준으로, 특급형 84량, 통근형 1185량, 신교통 시스템용 12량, 전기 기관차 3량으로 총 1284량을 보유하고 있다. 2차대전 후에 도코로자와 차량 공장이 있어서 다른 회사와는 다르게 새로운 차량 제조를 통해 자급 자족하는 형태였지만, 1999년이후에는 외부에서 제작하는 방식을 취하고 있다.
현재 운용되고 있는 전동차의 제어장치는 모두 히타치 제작소에서 제작된 것이다. 다만 신2000계의 VVVF 인버터 제어 시험차만 미츠비시 전기에서 제작되고 있다.
도쿄 급행 전철, 게이오 전철처럼 운행에서 퇴역한 구형 차량을 지방 중소 사철에 양도하는 경우가 많다. 대체로 류테쓰, 오미 철도, 산기 철도, 이즈 하코네 철도에 양도를 많이 한다.
현재, 다른 회사에 운용상의 고정 편성화가 진행되어 있으며, 아직도 유연하고 경제적인 차량수로 그 운용에 맞는 운행을 계속하고 있다. 2008년에는 30000계로부터 2량 고정 편성을 하고 있다.
향후에는 도큐 전철과 오다큐 전철로부터 중고 차량이 구입될 예정이 있으며, 서스테나 차량 라고 불리고 있다.

#### 현재 운행 차량

##### 특급열차
- 10000계: New Red Arrow(NRA). 제 12량에만 VVVF 인버터 제어, 회생 제동 장착. 나머지는 저항제어, 발전 제동 장착.

##### 일반열차
- VVVF 인버터 제어, 회생 제동 장착 차량
  - 40000계
  - 30000계(스마일트레인)
  - 20000계
  - 9000계 저항제어, 발전 제동이 장착되었다가 나중에 개조됨.
  - 6000계: 대부분 도쿄 지하철 유라쿠초 선 및 후쿠토신 선 직결운행 열차로 편성.
- 계자 초퍼 제어, 회생제동 장착 차량
  - 2000계, 신2000계
- 저항제어, 발전 제동 장착 차량
  - 4000계: 한노 - 세이부지치부 구간 운행. 지치부 철도 지치부 본선 직결운행 열차. 1인 승무(이케부쿠로 - 한노 구간은 주말 및 휴일에 쾌속급행으로만 운행)
  - 신101계: 다마코선, 다마가와선 전용 차량

##### 신 교통 시스템
- 8500계: 야마구치 선 투입열차

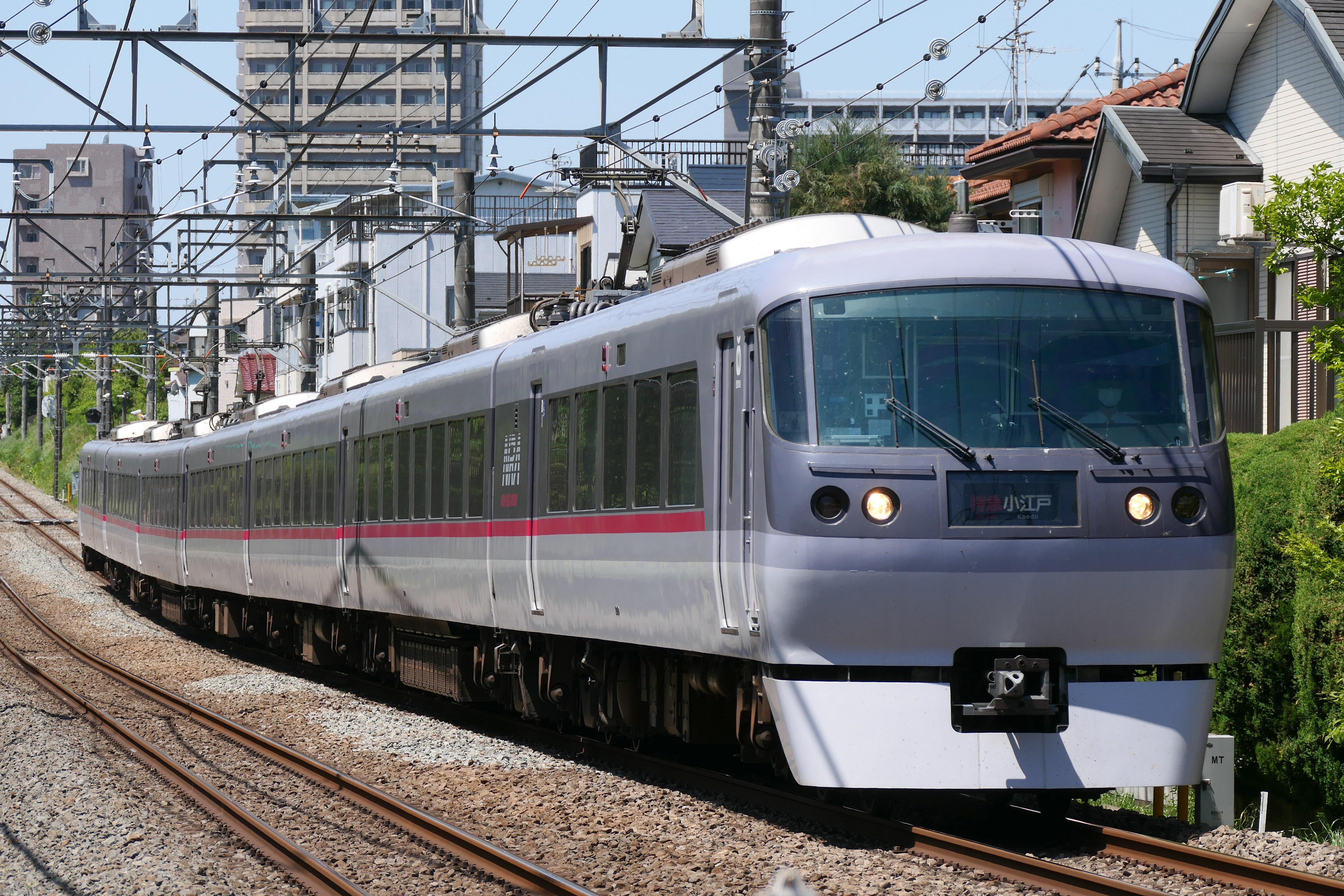
10000계 전동차
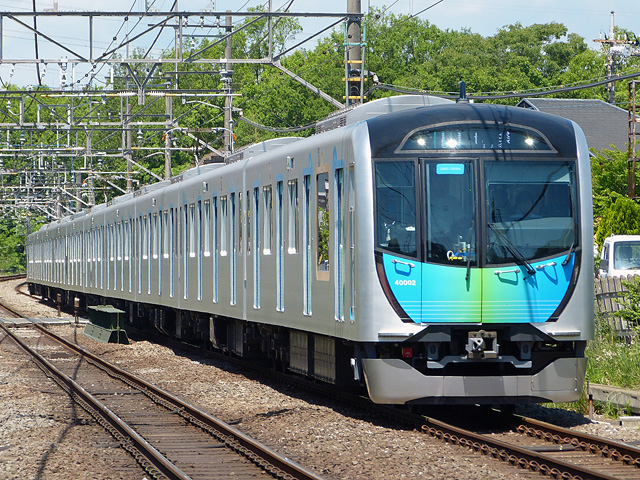
40000계 전동차
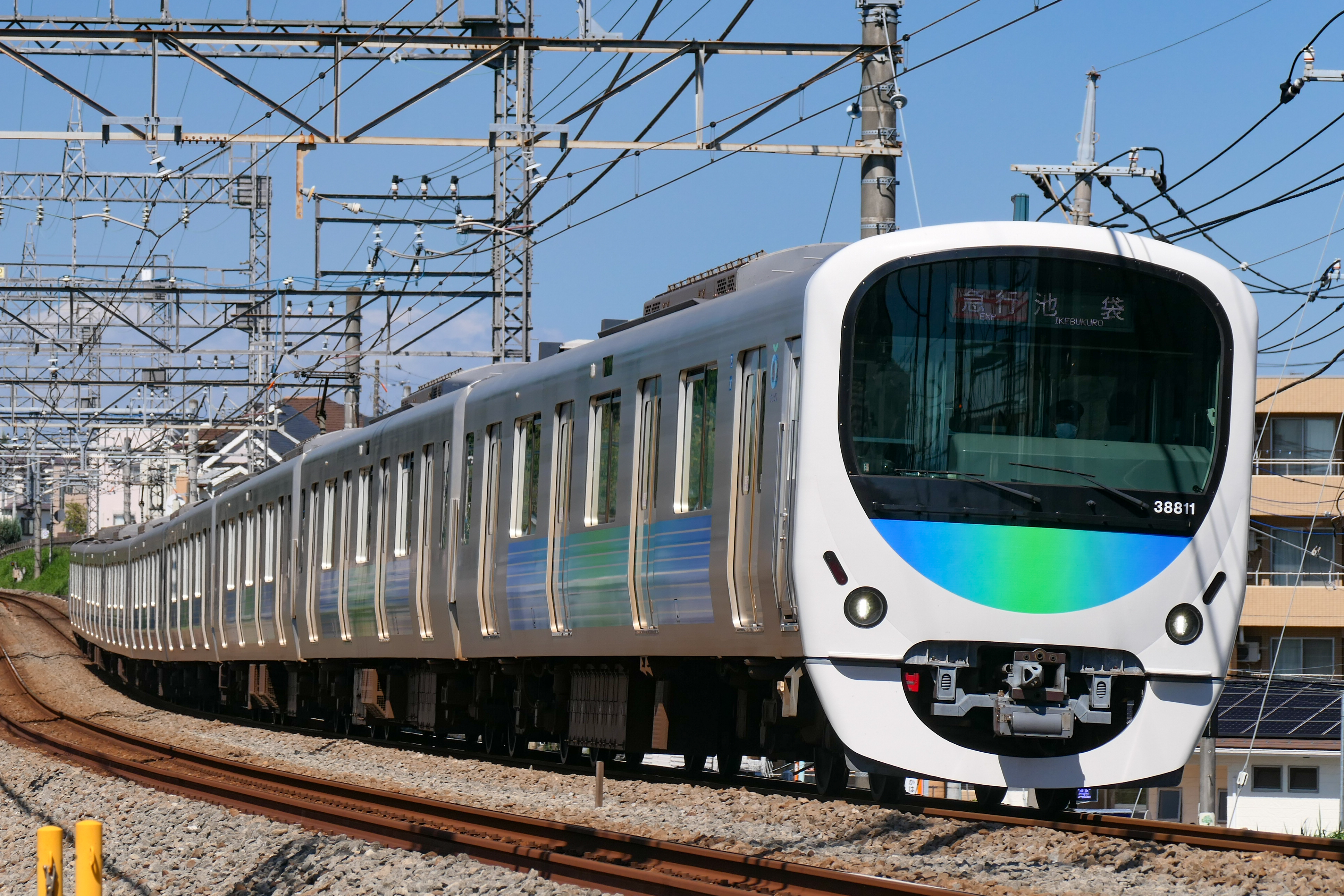
30000계 전동차
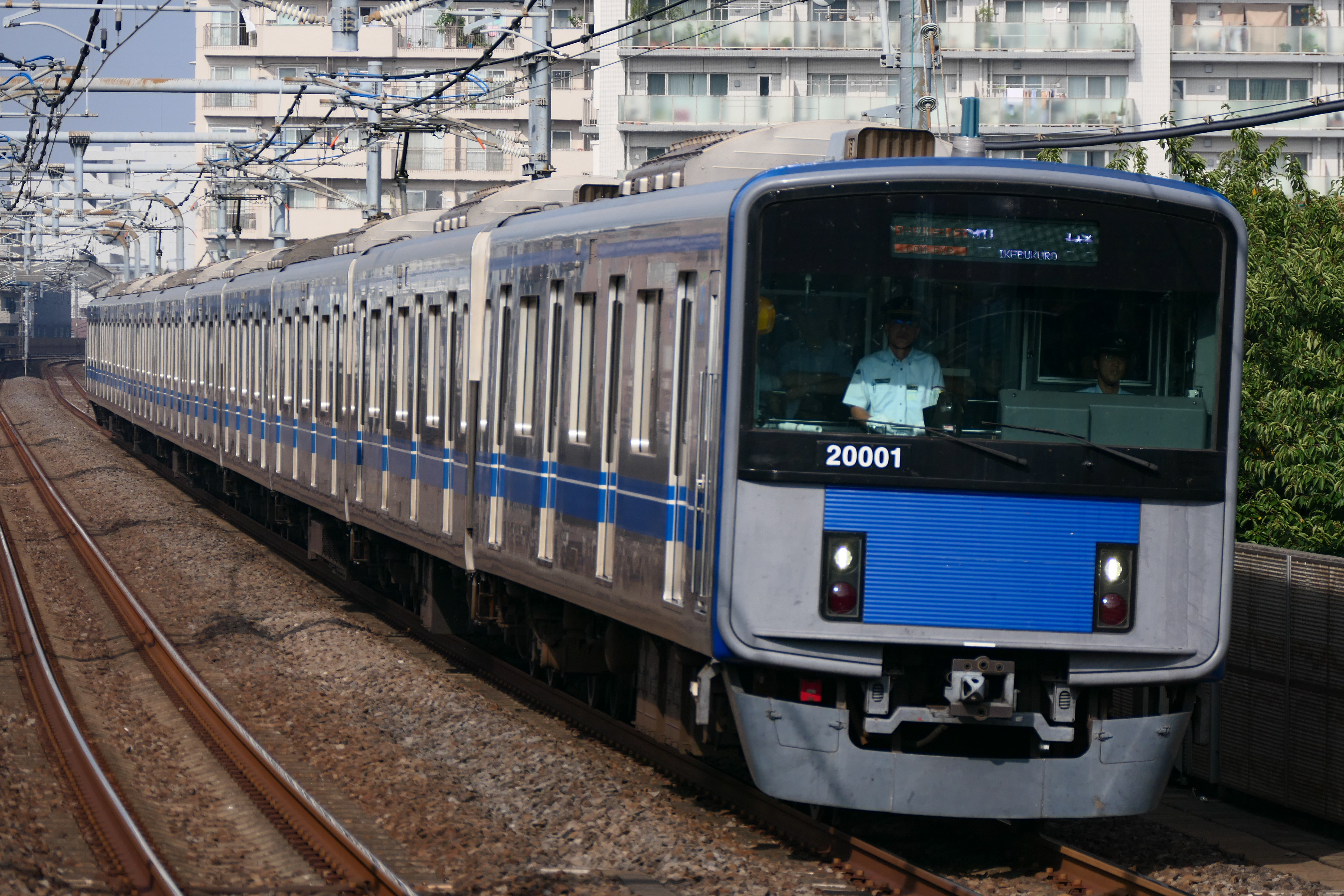
20000계 전동차
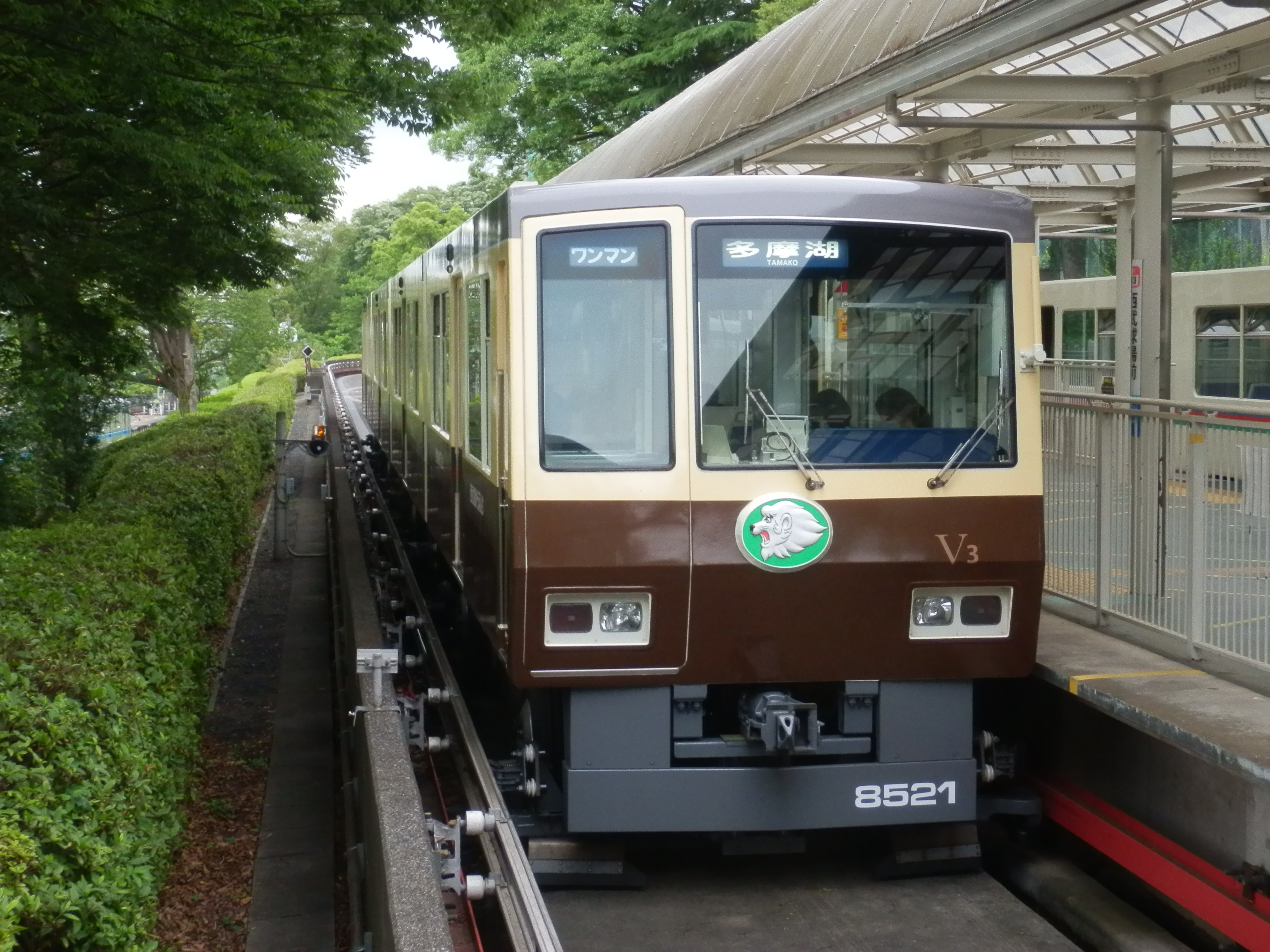
8500계(신 교통 시스템)
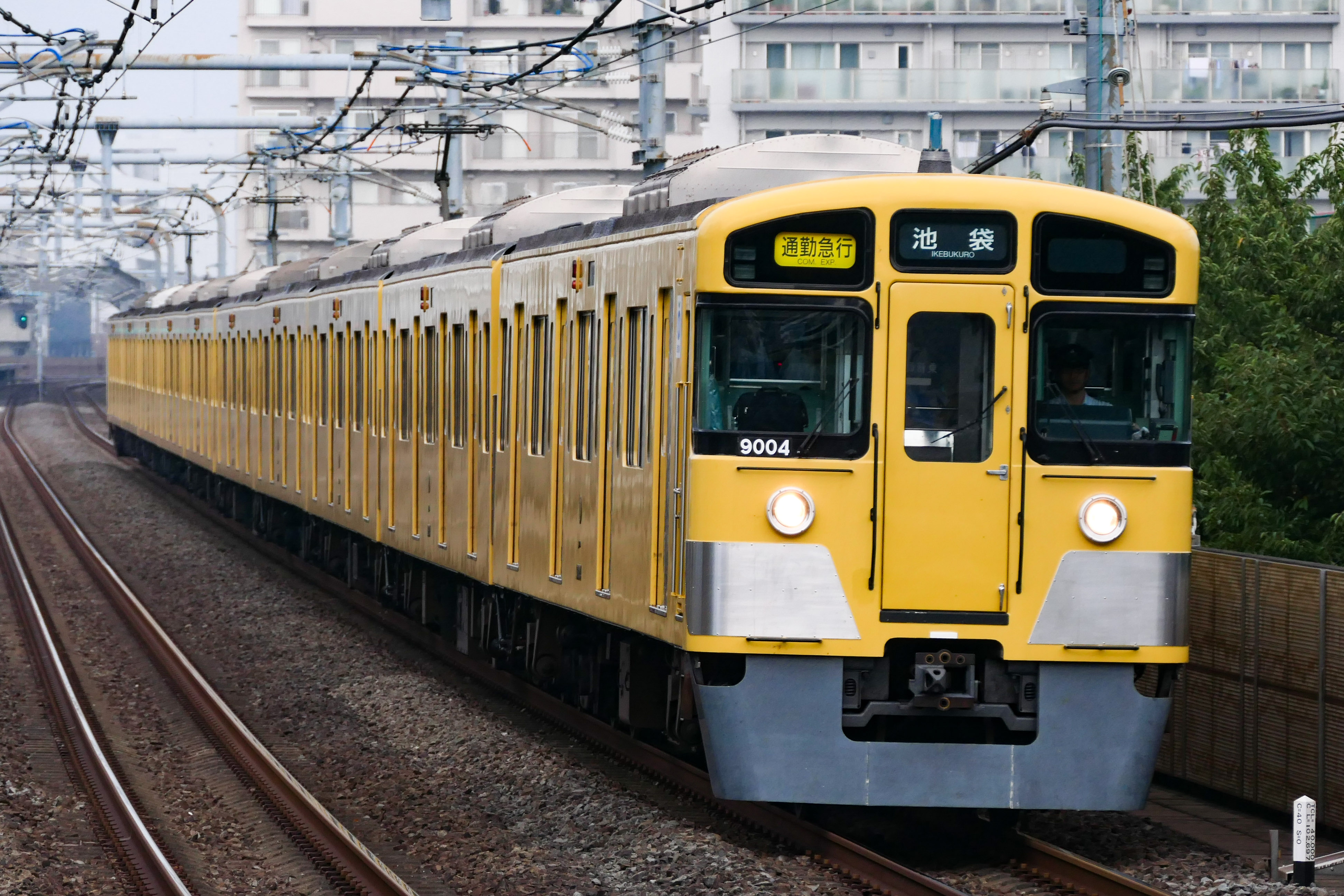
9000계 전동차
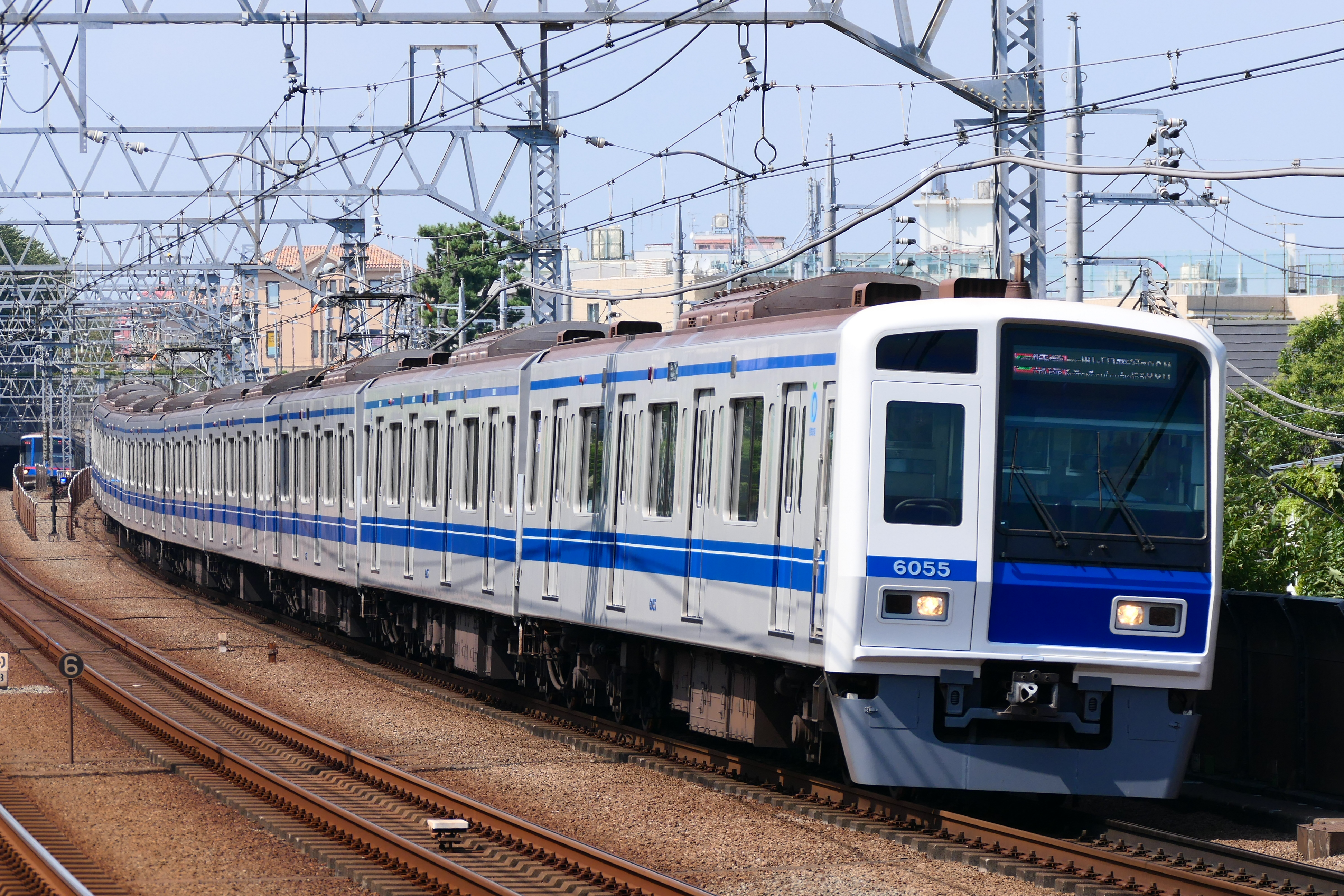
6050계 전동차(전두부 개조 알루미늄 차량)
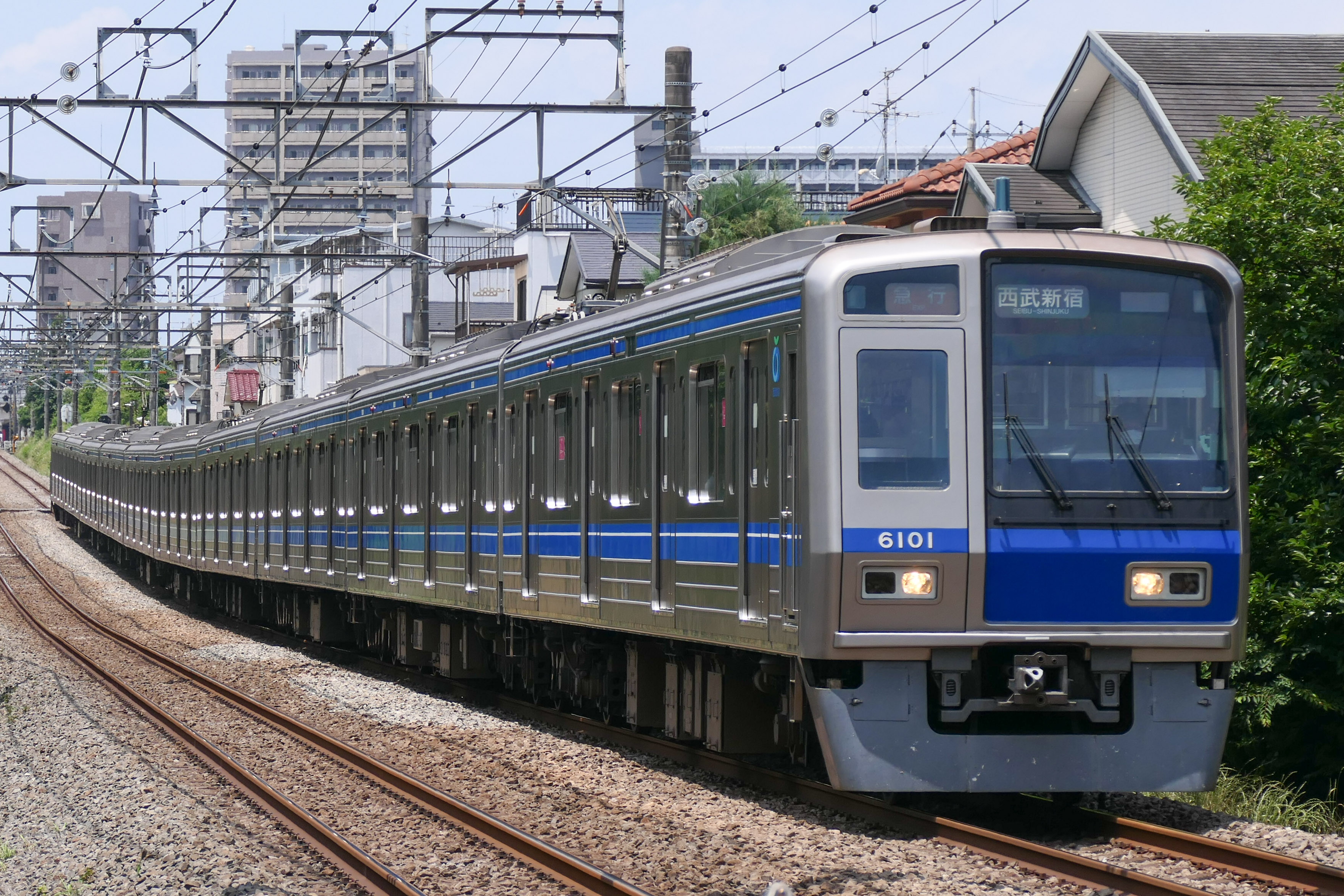
6000계 전동차
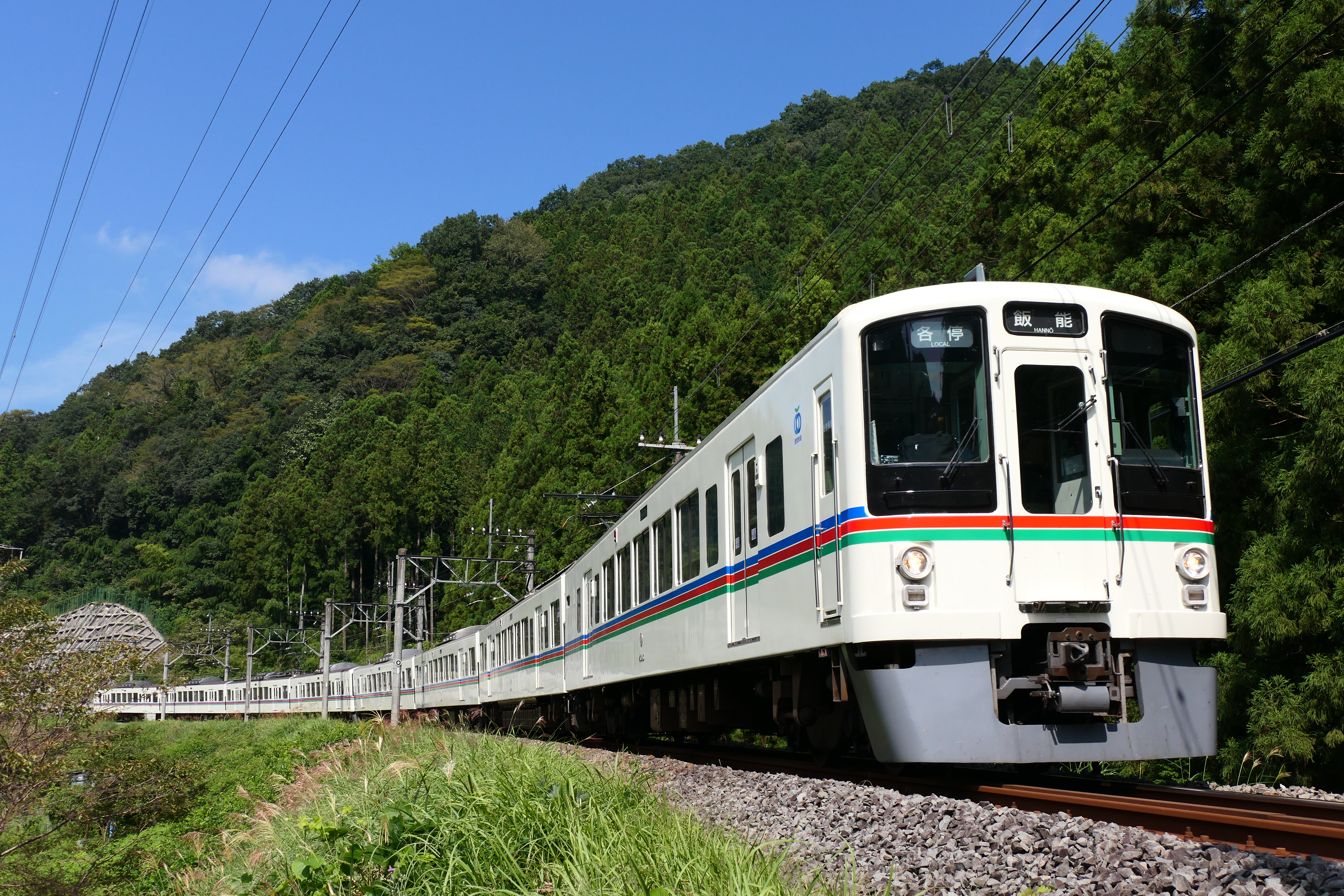
4000계 전동차
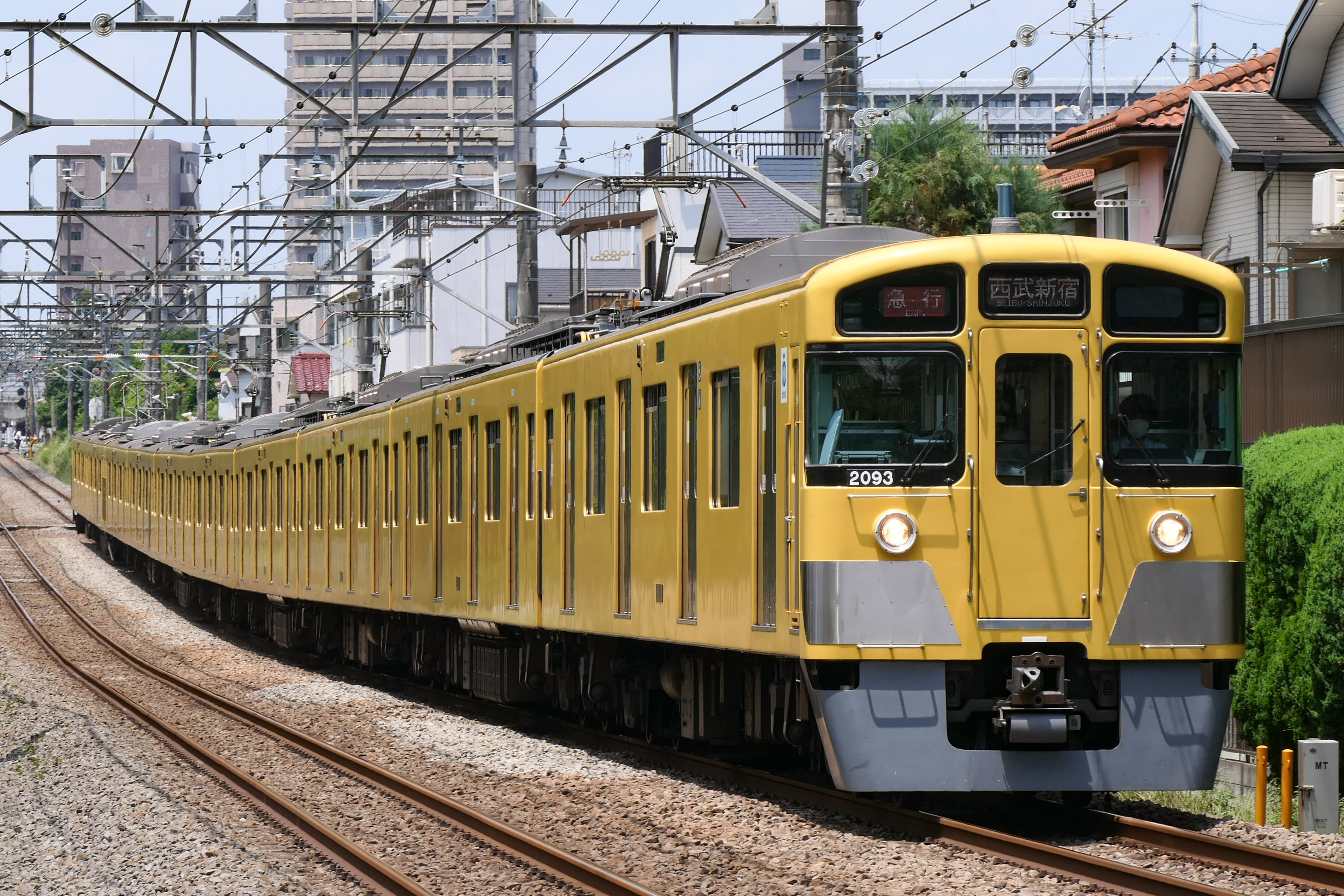
2000계 전동차 (신 2000계)
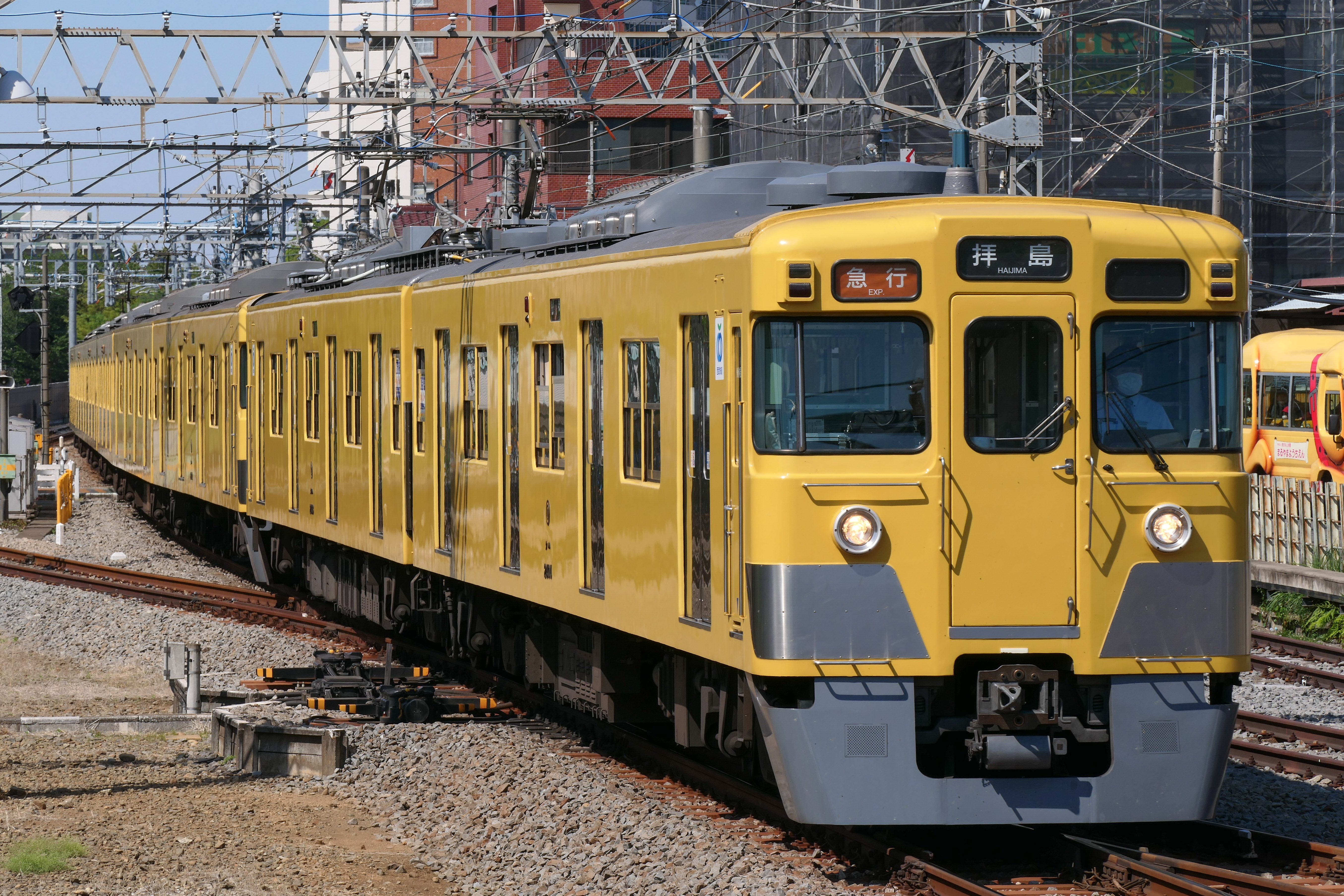
2000계 전동차
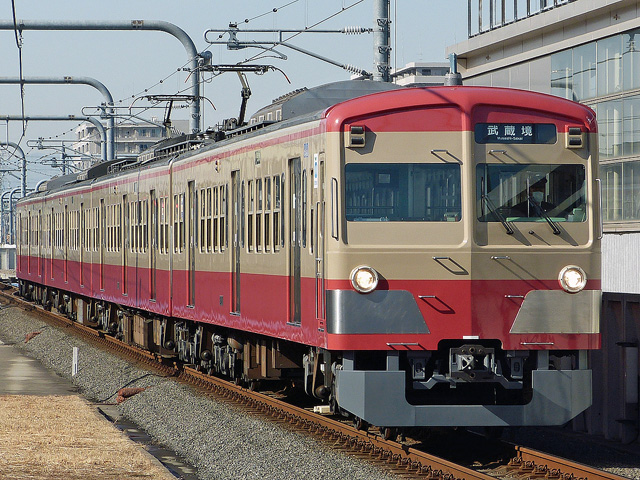
101계 전동차(신 101계)

#### 과거 운행 차량

##### 특급 열차
- 5000계 (Red Arrow)

##### 일반 열차
- 자동공기제동 → HSC계 전자직통제동 장착 차량
  - 411계 (두 번째) → 401계 (두 번째)
  - 701계, 801계, 501계 (세 번째)
  - 601계
- 자동공기제동 장착 차량
  - 구하 1651형
  - 551계, 571계
  - 451계
  - 411계 (첫 번째)
    - 모하 411형 → 351계
    - 구하 1411형

  - 501계 (첫 번째, 두 번째)
  - 401계 (첫 번째)
  - 251계 (세 번째)
  - 311계, 371계, 251계 (두 번째)
- 무사시노 철도에서 승계된 차량
  - 301계 (첫 번째)
  - 241계
  - 231계
    - 모하 231형
    - 구하 1231형

  - 221계 (첫 번째)
  - 211계
  - 201계
- (구) 세이부 철도에서 승계된 차량
  - 251계 (첫 번째)
    - 모하 251형 → 221계 (두 번째)
    - 구하 1251형

  - 151계
- 다마코 선 운행 소형 차량
  - 모하 101형, 구하 1101형, 구하 1111형, 구하 1121형

##### 전기기관차
- E851형: 사철에서 유일한 F급 전기기관차
- 1형 (A1형)
- E11형
- E21형
- E31형 (첫 번째)
- E41형
- E51형
- E61형
- E71형

##### 디젤 기관차
- D15형
- D21형

##### 증기기관차
- 1형 (첫 번째)
- 3형
- 5형 (첫 번째)
- 7형
- 무사시노 철도 1형
- K2형
- E형

##### 화차
- 호키 81형 (국철 호키 800형과 같은 형태의 화차)
- 도무 301형

##### 경편철도 (오토기 선) 차량
- 축전지 기관차
  - B1형
  - B11형
- 증기기관차
  - 1형 (두 번째)
  - 2형
  - 5형 (두 번째)
- 객차
  - 1형
  - 21형
  - 31형

### 차량기지, 차량공장, 차량검수장

#### 보유 공장 및 차량기지
- 현재 업무중인 곳
  - 무사시가오카 차량 검수장
  - 고테사시 차량기지
  - 무사시가오카 차량기지
  - 요코제 차량기지
  - 가미샤쿠지이 차량기지
  - 미나미이리소 차량기지
  - 다마가와조스이 차량기지
  - 시라이토다이 차량기지
  - 야마구치 차량기지
- 현재 업무중이 아닌 곳
  - 도코로자와 차량 공장
  - 도코로자와 차량 관리소 (화물)
  - 호야 차량 관리소

#### 차량의 제작을 위탁하는 기업 (보선차 등은 제외)
- 지금의 차량
  - 도큐 차량제조
  - 히타치 제작소
  - 도코로자와 차량 공장(세이부 차량)
  - 니가타 철공소 (지금의 니가타 트랜시스)
- 과거 차량
  - 가와사키 조선소, 가와사키 차량 (지금의 가와사키 중공업)
  - 닛폰 차량제조
  - 기나미 차량 제조
  - 일본 철도 자동차 공업 (지금의 (도요 공기)

#### 유치선 및 유치 장소
- 이케부쿠로
- 네리마
- 네리마타카노다이
- 호야
- 기요세
- 도코로자와 (이케부쿠로 선만 해당)
- 니시토코로자와 (사야마 선만 해당)
- 사야마가오카
- 요코제
- 신토코로자와
- 히가시무라야마 (세이부엔 선만 해당)
- 고다이라
- 하기야마 (다마코 선만 해당)
- 다나시
- 가미샤쿠지이

### 승차권

#### 운임
- 2002년 4월 1일 기준으로 일반 여객 운임(어린이는 50% 할인. 10엔 미만의 끝자리 수는 10엔 단위에 올림)

| 거리          | 보통 운임（엔） | 통근 정기 운임 3개월（엔） |
| ------------- | --------------- | -------------------------- |
| 최초구간 4 km | 140             | 15,110                     |
| 5-8           | 170             | 18,360                     |
| 9-12          | 200             | 21,580                     |
| 13-16         | 230             | 24,830                     |
| 17-20         | 260             | 28,050                     |
| 21-24         | 290             | 31,300                     |
| 25-28         | 330             | 35,400                     |
| 29-32         | 360             | 38,620                     |
| 33-36         | 390             | 41,840                     |
| 37-40         | 420             | 45,060                     |
| 41-44         | 450             | 47,840                     |
| 45-48         | 480             | 50,190                     |
| 49-52         | 510             | 51,330                     |
| 53-56         | 540             | 52,470                     |
| 57-60         | 580             | 53,610                     |
| 61-64         | 610             | 54,750                     |
| 65-68         | 650             | 55,890                     |
| 69-72         | 680             | 57,030                     |
| 73-76         | 720             | 58,170                     |
| 77-81         | 750             | 59,310                     |

#### 특급 요금
- 어린이는 50% 할인. 10엔 미만의 끝자리 수는 10엔 단위에 올림

| 거리     | 요금（엔） |
| -------- | ---------- |
| 1-35     | 350        |
| 36-50    | 410        |
| 51-65    | 510        |
| 66km이상 | 620        |

#### 특수 연계 정기권
세이부 철도는 1장의 통근 정기권으로 2개의 노선(다른 회사 노선)을 이용할 수 있는 특수 연계 정기권을 발매하여 승객의 수요 활기를 재촉하고 있다. 이 정기권은 세이부 철도가 발행하는 PASMO 정기권에 한정이 되지만, 도중에 다른 회사의 노선과 환승할 때 편리하다.
- 신주쿠 선의 다카다노바바역・JR 야마노테 선의 신주쿠역 경유 오쿠보 역, 요요기역 방면의 특수 연계 정기권
  - 2009년 3월 14일에 발매를 시작하였다. 다카다노바바 역 경유의 정기권으로, JR 야마노테 선의 다카다노바바 - 신주쿠 구간 및 신주쿠 선 세이부신주쿠 - 다카다노바바 구간을 이용할 수 있다.
- 도쿄 지하철 고타케무카이하라 역・이케부쿠로 선 이케부쿠로역 경유, 도쿄 지하철 후쿠토신 선 시부야역・도쿄 지하철 유라쿠초 선 신키바역 방면의 특수 연계 정기권
  - 2010년 4월 1일에 발매가 시작되었다. 세이부 유라쿠초 선 구간 및 도쿄 지하철 후쿠토신 선 시부야 방면과 유라쿠초 선 신키바 방면의 정기권으로, 이케부쿠로 역을 경유하여 도쿄지하철을 환승할 때나 고타케무카이하라 역을 경유하는 경우에 이용할 수 있다.
  - 발매액은 세이부 철도 이케부쿠로 역 연계의 정기권보다도 6개월 정기의 경우 8000엔 정도 높아진다. 덧붙여 통학 정기권은 발매하지 않는다.
  - 정기권 명칭은 2010년 1월 19일부터 2월 4일까지 공모전을 거쳐서 "다부루 또(だぶるーと)"라는 이름으로 결정되었다.

## 같이 보기
- 사이타마 세이부 라이온스 - 세이부 철도를 모기업으로 하는 일본 프로 야구 퍼시픽 리그의 팀